# Histoire de Carthage

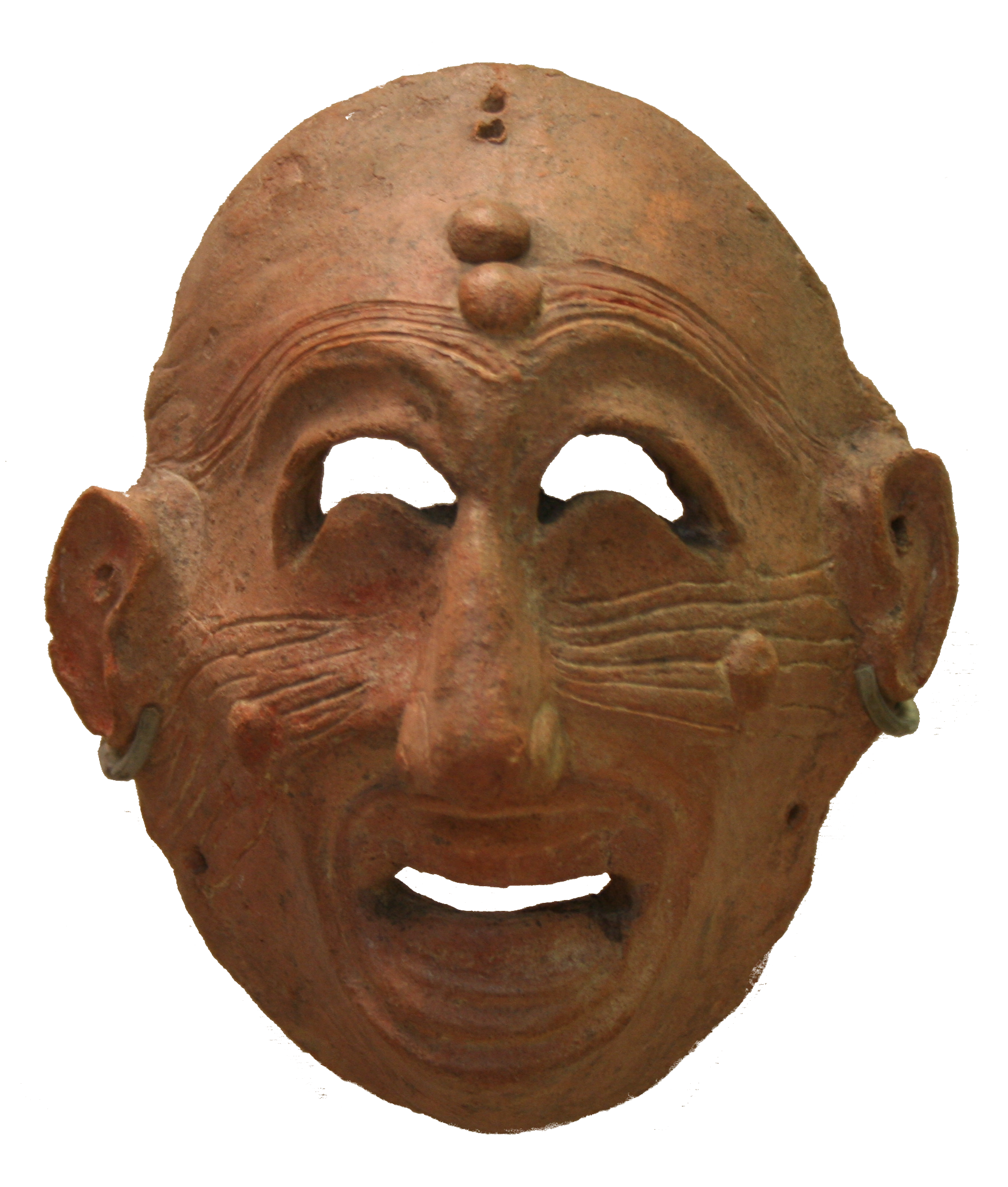
Masque carthaginois du, musée du Louvre.

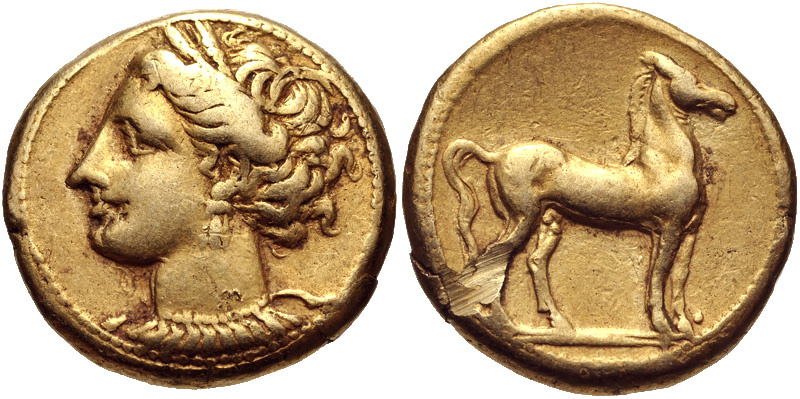
Shekel de 310-290 av. J.-C.

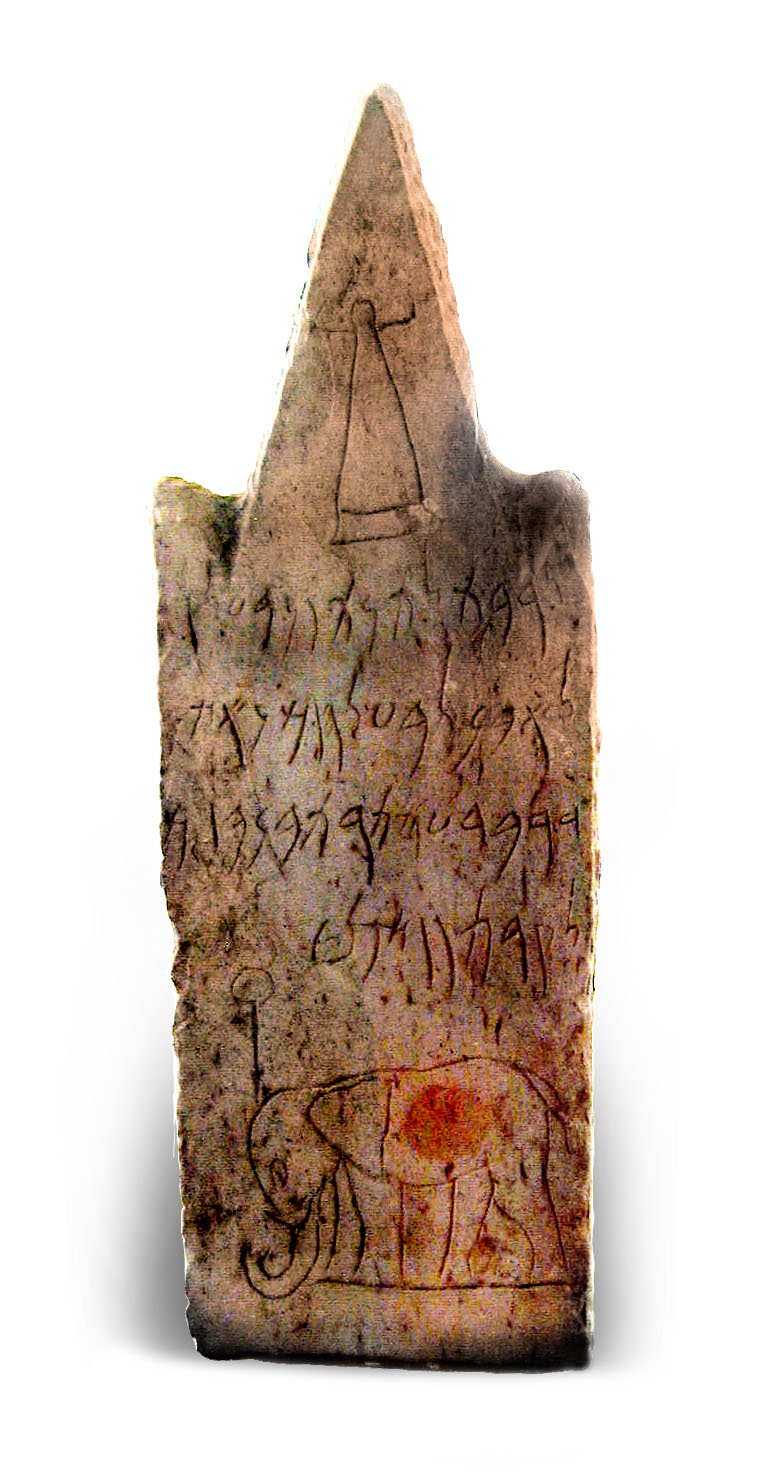
Représentation d'un éléphant sur une stèle de calcaire du musée de Carthage.

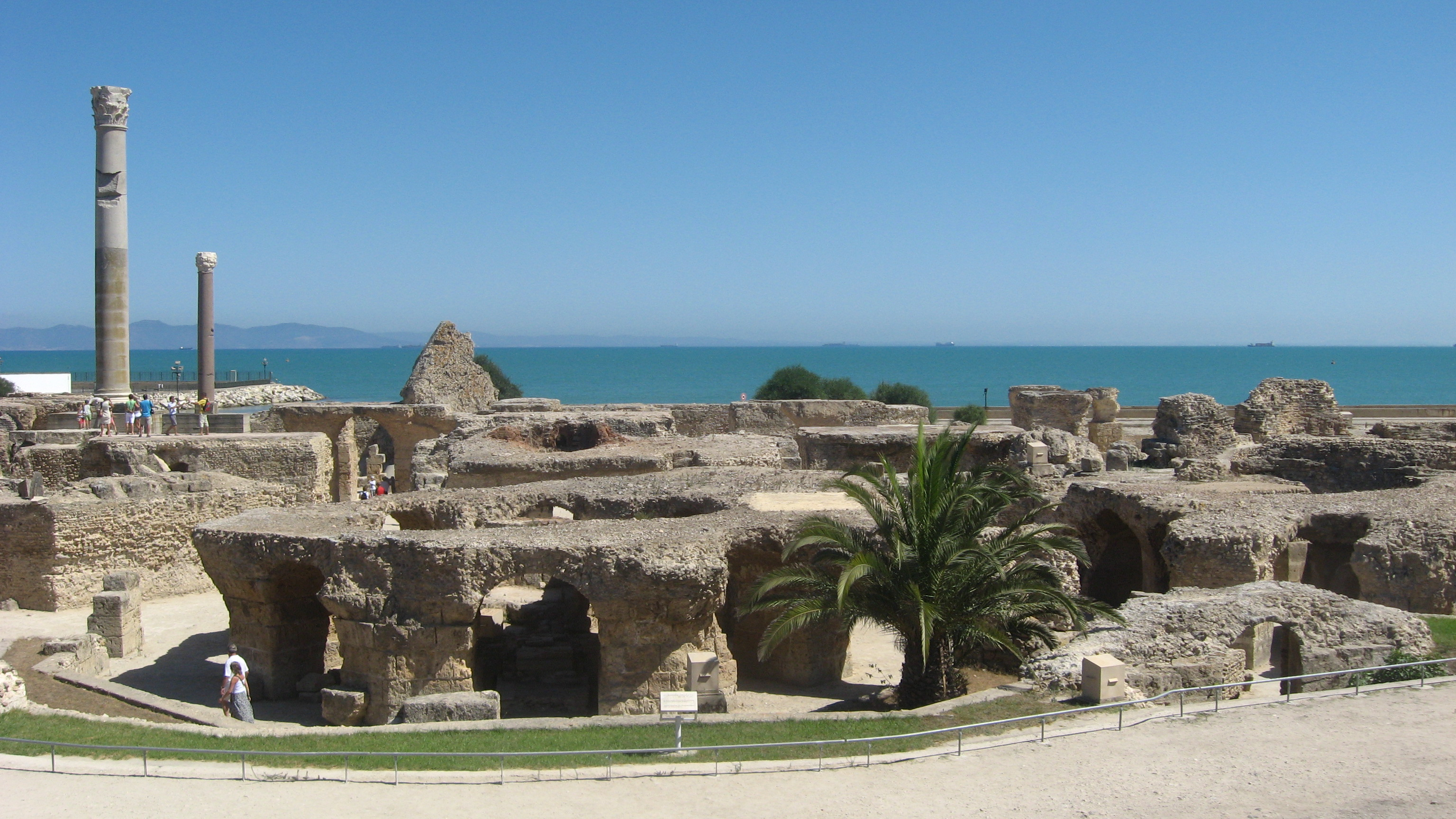
Ruines des thermes d'Antonin, vestiges les plus impressionnants de l'urbanisme romain dans la capitale de l'Afrique proconsulaire (IIe siècle).

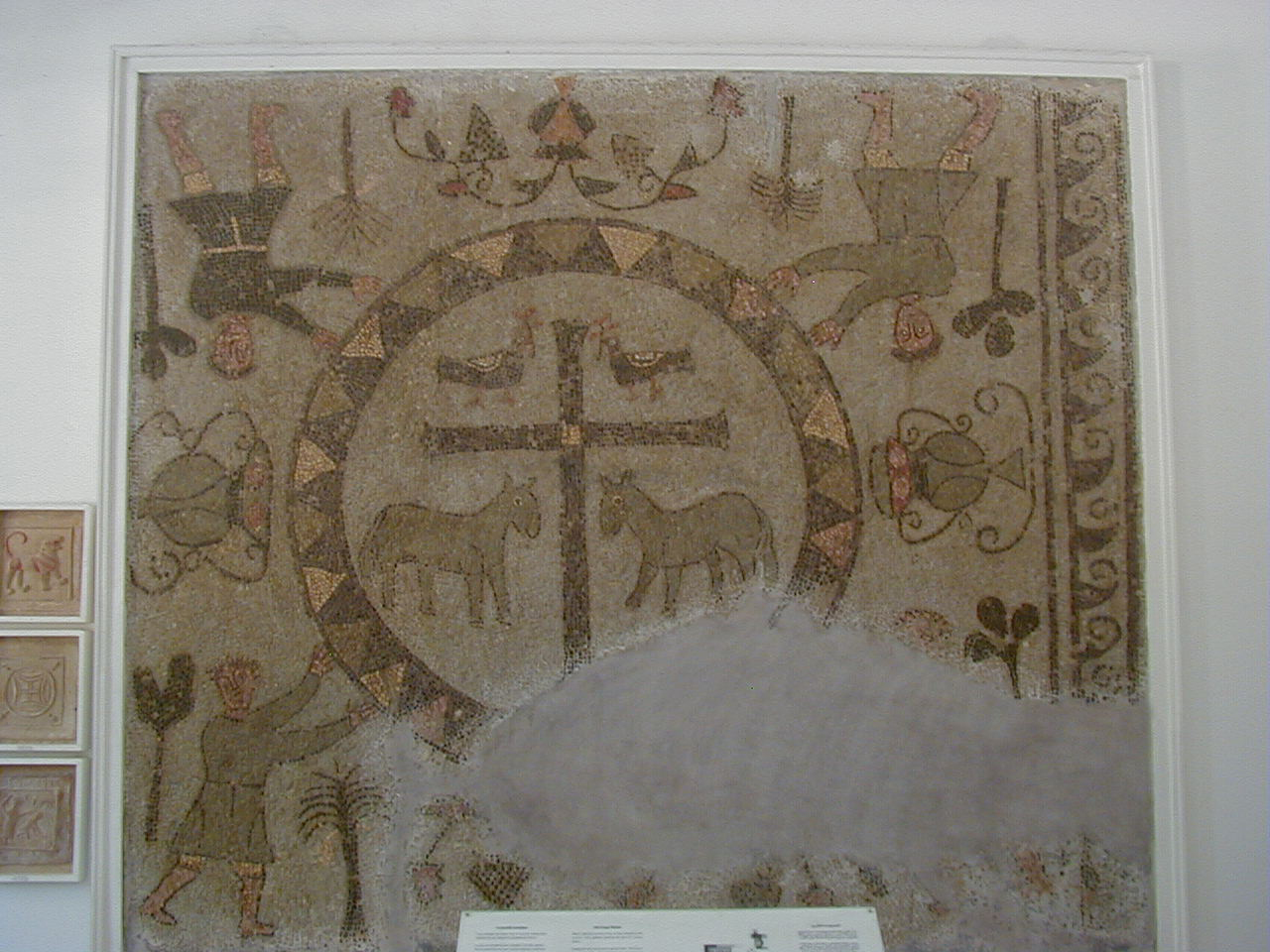
Mosaïque des quatre évangélistes de la maison du vicus castrorum, musée national de Carthage.

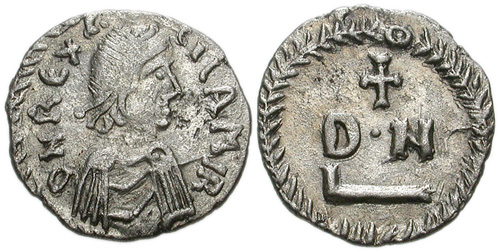
Monnaie du roi vandale Gélimer, VIe siècle.

Vous lisez un « bon article » labellisé en 2010.
L'histoire de Carthage débute avec la fondation de la cité au IXe siècle av. J.-C. sur la côte de l'Afrique du Nord-Ouest, dans l'actuelle Tunisie. Elle constitue l'une des nombreuses colonies phéniciennes de la Méditerranée occidentale créées pour faciliter le commerce depuis la ville de Tyr, sur la côte de l'actuel Liban. Nom à la fois de la ville et de la république plus large qui en est issue, Carthage s'est développée pour devenir un important empire commercial dans toute la Méditerranée.
Comme tous les comptoirs phéniciens, Carthage doit, en signe d'allégeance et de piété, verser un tribut à Tyr. Cependant, le déclin de cette dernière face à la progression des Grecs aurait incité la cité punique à prendre son indépendance au cours de la seconde moitié du VIIe siècle av. J.-C. Un siècle et demi après la fondation de la ville, les Carthaginois se seraient installés aux îles Baléares, selon une interprétation d'un texte de Diodore de Sicile, puis dominent l'ouest de la Sicile, le sud de la Sardaigne et, alliés aux Étrusques, repoussent les Grecs hors de Corse lors de la bataille d'Alalia de 540-535 av. J.-C. Ils contrôlent alors la totalité du commerce et de la navigation en Méditerranée occidentale et possèdent de nombreux territoires à l'intérieur comme à l'extérieur de l'Afrique : Maurétanie, Numidie, Ibérie, Ibiza, Sicile, Sardaigne et Corse. Comme dans le cas de Rome, son ennemie mortelle, le nom de la ville englobe tous les territoires soumis à sa juridiction.
Le terrain sicilien est le lieu d'affrontement des Puniques et des Grecs dans le long cycle des guerres siciliennes aux Ve – IVe siècles av. J.-C. La même île est à l'origine de la première du cycle des guerres puniques entre la République romaine et le pouvoir carthaginois et s'achève par la défaite de ce dernier. La cité parvient à se relever, en particulier du fait de conquêtes dans la péninsule Ibérique, mais la deuxième guerre punique avec l'épopée d'Hannibal Barca s'achève aussi par la défaite et la fin de l'impérialisme carthaginois. Le dernier conflit est inégal, même si la cité résiste trois ans avant d'être anéantie.
Après la destruction de 146 av. J.-C., la cité est reconstruite par les vainqueurs et rebaptisée Colonia Iulia Karthago, même si elle ne regagne jamais l'importance qui fut la sienne : elle retrouve cependant une certaine aura au travers de son rôle de capitale proconsulaire puis de son rôle important dans la diffusion du christianisme. 
À partir de la conquête vandale, la cité occupe cependant un rôle de plus en plus secondaire, le Moyen Âge voyant, sinon sa désertion, du moins une faible occupation du site.

## Sources
L'histoire de Carthage n'est guère facile à étudier du moins dans sa composante phénico-punique en raison de son assujettissement par les Romains à la fin de la troisième guerre punique en 146 av. J.-C. Il ne reste en effet que peu de sources primaires carthaginoises et celles disponibles soulèvent davantage de questions qu'elles n'aident à la compréhension de l'histoire de la ville qui se posa en rivale de Rome.
Certains textes puniques ont été traduits en grec ou en latin, comme des inscriptions sur des monuments d'Afrique du Nord. Cependant, la majorité des sources reste disponible par le biais d'auteurs grecs et romains : Tite-Live, Polybe, Appien, Cornélius Népos, Silius Italicus, Plutarque, Dion Cassius et Hérodote. Ces auteurs proviennent de cultures souvent en rivalité avec Carthage : les Grecs lui disputèrent la suprématie en Sicile et les Romains entrèrent en guerre contre la cité. Ces sources rédigées par des étrangers ne sont donc pas toujours dénuées de préjugés. Toutefois, des fouilles archéologiques récentes ont mis au jour des sources primaires plus fiables, même si elles restent insuffisantes ; le produit de certaines fouilles confirme des aspects de la vie à Carthage telle que la décrivaient les auteurs anciens, mais d'autres non, beaucoup de découvertes restant encore peu probantes.

## Colonisation phénicienne

### Phéniciens
Au Xe siècle av. J.-C., les diverses populations issues de l'aire culturelle syro-palestinienne, qui habitent un territoire correspondant au Liban actuel, connaissent une expansion de leurs cités maritimes en dépit d'une division politique. De profonds changements ont lieu vers 1200 av. J.-C., époque où les cités se développent et apparaissent puissantes. On y parle alors une langue sémitique nommée le phénicien, semblable à l'araméen, à l'hébreu et à l'arabe anciens.
Face à un arrière-pays limité, le développement ne pouvait venir que de la mer. De ce fait, les Phéniciens vivent du commerce et disposent de ports importants, ce développement étant à relier à des progrès dans la construction navale comme l'usage du bitume. Cet état de fait constitue l'élément déclencheur du phénomène de colonisation : c'est depuis leur cité principale de Tyr qu'ils fondent des postes commerciaux à travers le bassin méditerranéen.
Les Grecs désignent ce peuple sous le nom de « Phéniciens » ou Φοινικήϊος, terme provenant du mot grec « pourpre » (φοῖνιξ ou phoĩnix), spécialité répandue par les commerçants phéniciens et issue du coquillage dénommé murex. Le terme « Puniques » qui qualifie les Phéniciens d'Occident signifie « phénicien » en latin.

### Extension des comptoirs phéniciens

Routes commerciales des Phéniciens, du Levant au bassin occidental de la Méditerranée.

L'expansion phénicienne fait encore l'objet de débats intenses.
Pour assurer des escales à leur flotte marchande et conserver un monopole sur les ressources naturelles des régions méditerranéennes, les Phéniciens établissent de nombreuses colonies sur le littoral. La recherche de matières premières, en particulier de minerai, est l'une des finalités principales de ce mouvement. Le minerai recherché était l'argent, l'étain et le cuivre, sans oublier l'or. Ils fondent donc ces comptoirs à des fins commerciales — pour payer le tribut exigé par Tyr, Sidon et Byblos — mais aussi par crainte d'une totale emprise des Grecs sur la Méditerranée qui signifierait la ruine de leur commerce. Ils ne sont cependant pas assez nombreux pour établir des cités autonomes et beaucoup de leurs comptoirs atteignent à peine les 1 000 habitants.
Après un certain nombre de créations coloniales en Méditerranée orientale, en particulier à Chypre et Rhodes, les fondations les plus anciennes en Méditerranée occidentale sont Lixus, Gadès en 1110 av. J.-C. et Utique en 1101 av. J.-C.. La première phase est considérée comme « pré-coloniale », la colonisation se situant à proprement parler à compter du IXe et de façon plus assurée au VIIIe siècle av. J.-C..
Les implantations phéniciennes et carthaginoises ne sont pas aisées à distinguer. Quelque 300 comptoirs carthaginois auraient été présents en Afrique du Nord au moment de la troisième guerre punique selon Strabon. En outre, Carthage possédait des cités dans la péninsule Ibérique et, dans une moindre mesure, sur les côtes de l'actuelle Libye. Les Phéniciens finissent par contrôler Chypre, la Sardaigne, la Corse et les îles Baléares, ainsi que des possessions mineures en Crète et en Sicile. Ces deux îles se trouvent alors en conflit permanent avec les Grecs. Pendant un temps limité, les Phéniciens gardent le contrôle de la Sicile entière ; l'île passe ensuite sous la domination de Carthage, qui à son tour envoie de nouveaux colons fonder d'autres établissements ou renforcer les comptoirs qui se sont séparés de Tyr et Sidon. Quant au positionnement central du site de Carthage, il a été l'une des causes de l'installation des Phéniciens sur ce site, afin d'apporter une réponse aux dangers que représentaient pour le commerce phénicien la puissance assyrienne et les concurrents hellènes.
Les premiers comptoirs se situent sur la double route des minéraux ibériques, vers l'espace dénommé Tarsis par les sources bibliques ou Tartessos, même si ces dénominations restent incertaines : d'une part, le long de la côte africaine, et d'autre part en Sicile, en Sardaigne et aux îles Baléares. Si Tyr reste le centre économique et politique du monde phénicien, la cité perd peu à peu son pouvoir à la suite de nombreux sièges, jusqu'à sa destruction par Alexandre le Grand. Même si chaque comptoir paie un tribut à Tyr ou à Sidon, aucune des deux cités n'exerce un contrôle véritable sur eux. Cette politique entraîne le ralliement de plusieurs colonies ibériques aux côtés des Romains lors des guerres puniques.

## Fondation de Carthage: légende et histoire

### Légende

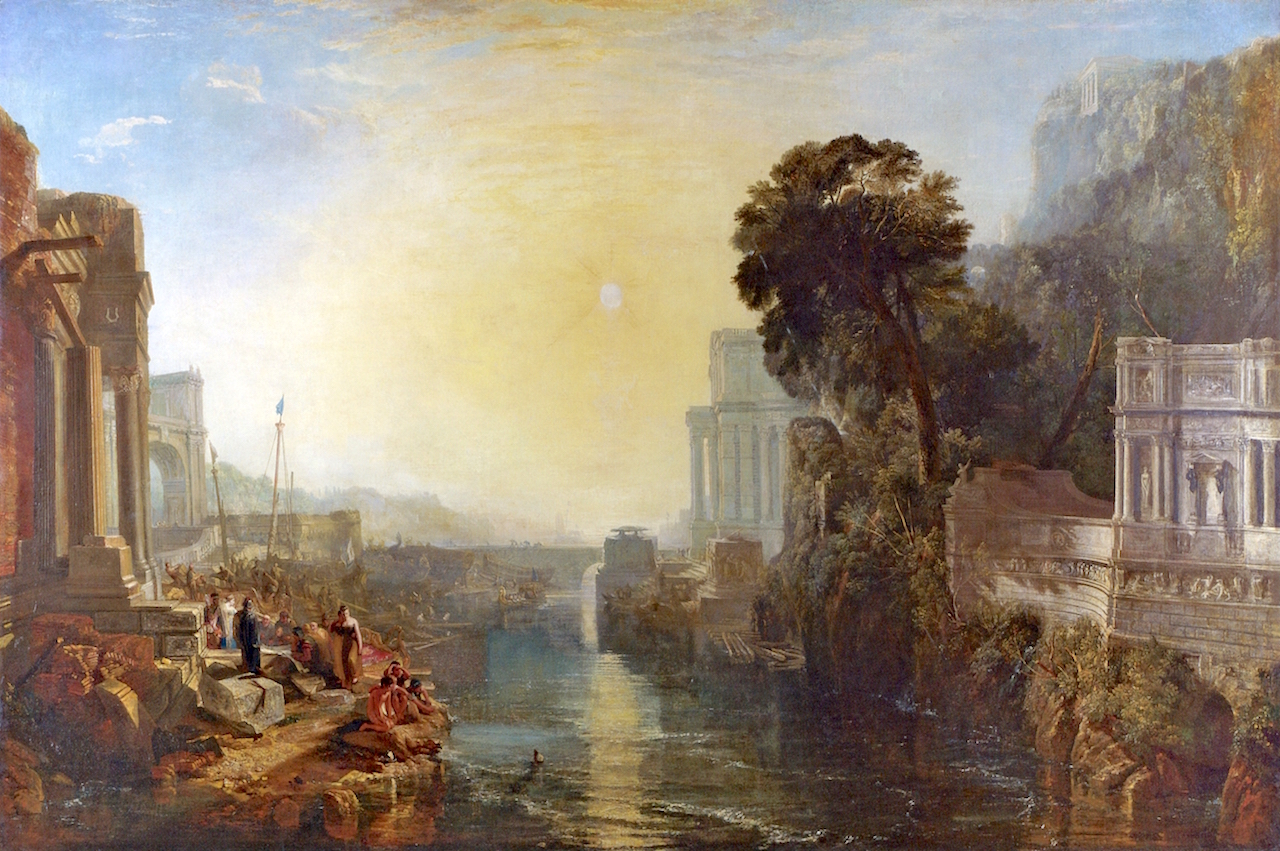
Didon construisant Carthage, par Turner (1815).

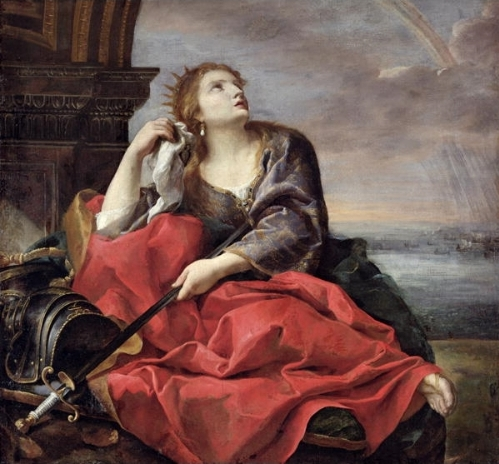
Didone abbandonata par Andrea Sacchi, 1630-1635, musée des Beaux-Arts de Caen.

Selon la tradition transmise par les sources littéraires, la cité de Qart Hadasht — qu'il faut traduire par « Nouvelle Ville » ou « Capitale Nouvelle » — a été fondée par la reine Élyssa. Fille du roi de Tyr Muttoial ou Bélus II, elle s'enfuit de Phénicie lorsque son frère Pygmalion assassine son mari Sychée (aussi appelé Acherbas), grand prêtre de Melqart, pour accéder au pouvoir et surtout lui voler ses richesses. La princesse soustrait les trésors et s'enfuit avec des serviteurs craignant la répression du nouveau souverain. Élyssa, également orthographiée Alissa, est nommée Didon chez les Romains, encore que ce second nom soit présent dans les sources grecques sous la forme Deidô ; l'héroïne aurait été baptisée de ce nom par les populations autochtones, le nom signifiant « l'Errante »,.
Après une escale à Chypre, Élyssa s'installe sur les côtes d'Afrique, dans l'actuelle Tunisie, avec d'autres Tyréens, dont certains sont des notables ayant abandonné la ville, et des vierges de Chypre enlevées alors qu'elles devaient s'adonner à la prostitution sacrée. C'est donc un contingent hétéroclite qui serait à l'origine de l'une des plus grandes cités de l'Antiquité. La tradition la plus couramment admise date la fondation de la ville en 814 av. J.-C. Selon les traditions les plus répandues, le roi du pays, Hiarbas ou Iarbas, consentit à leur offrir un territoire « aussi grand que pourrait en recouvrir une peau de bœuf ». Élyssa, en ayant recours à une ruse punique (punica fides) découpa alors la peau en lanières dont elle entoura un territoire suffisant pour y bâtir une citadelle, les arrivants payant un tribut au roitelet local. Ce territoire, appelé Byrsa (« bœuf »), deviendra le centre historique de la cité punique.
Le récit de la fondation donne une explication pour le nom de la citadelle de Carthage et pose la ruse employée par les Phéniciens face aux populations autochtones perçues comme naïves. S'interpose alors un épisode destiné à expliquer le destin de la cité : les arrivants déterrent une tête de bœuf, cet événement étant considéré comme un présage de dur labeur. Creusant ailleurs, ils trouvent une tête de cheval, animal considéré comme plus noble et plus propice à la nouvelle cité. La légende de cette création finit tristement, car Élyssa se serait jetée dans le feu pour protéger sa cité et rester fidèle à son époux, trois mois après que le roi Hiarbas exigea le mariage avec la nouvelle venue,. L'amour de cette femme et du prince Énée a été chanté par Virgile dans L'Énéide. Au cours de son périple pour fonder une nouvelle Troie, Énée atteint le sol d'Afrique et y fait escale après une tempête. Il est accueilli par Élyssa arrivée avec sa sœur Anna.
Une grande passion naît alors entre eux, mais elle est interrompue par les dieux de l'Olympe, qui rappellent au héros troyen qu'il doit reprendre son voyage pour fonder une nouvelle capitale, en l'occurrence Rome. Lorsque Énée quitte Carthage, Élyssa incapable de supporter cet abandon préfère se donner la mort sur un bûcher après s'être transpercée avec l'épée qu'il lui avait remise. L'ombre de Didon refuse de pardonner à Énée qu'elle rencontre aux Enfers, accompagnée par la sibylle de Cumes, et refuse de répondre à ses questions.
Les Phéniciens de Tyr arrivant à Carthage donnent à la cité sa divinité poliade : Melqart. Carthage envoie donc chaque année une ambassade pour faire un sacrifice dans sa cité d'origine, même si le couple divin principal est constitué de Tanit et Ba'al Hammon.

### Datation, fondation et histoire intérieure de Carthage

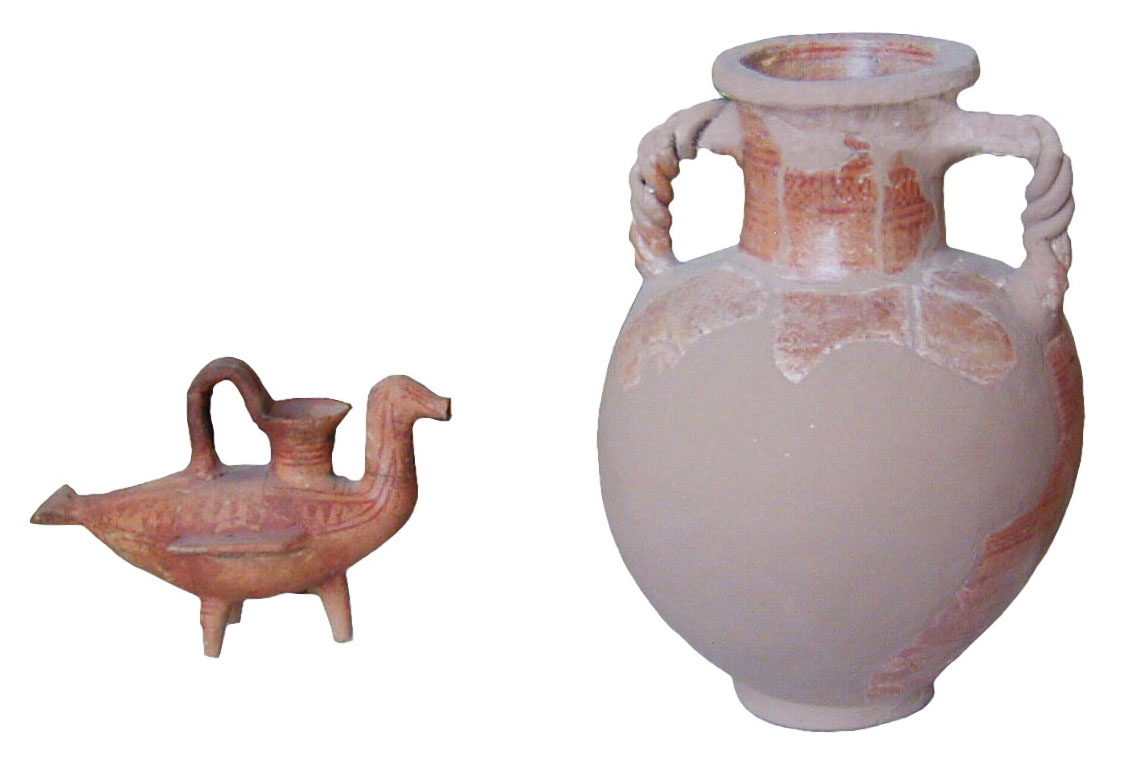
Partie du mobilier de la « Chapelle Cintas » du tophet au musée national de Carthage.

Deux traditions placent la fondation de la cité de Carthage du temps de la guerre de Troie, au XIIIe siècle av. J.-C., ou de l'année 814 av. J.-C.. La tradition basse situant la fondation à la fin du IXe siècle av. J.-C. l'emporte par le nombre de mentions. Les dates hautes révélées par les traditions littéraires n'étant pas vérifiées par les traces matérielles, certains ont placé la fondation des autres cités phéniciennes de Lixus et Utique au VIIe siècle av. J.-C., hypothèse rejetée par Serge Lancel du fait de l'impossibilité pour les cités du Levant de lancer de telles expéditions à cette époque marquée par de grandes difficultés liées aux assauts assyriens. Le dépôt de céramiques appelé « Chapelle Cintas » au tophet de Carthage a entraîné un débat sur les premiers temps de la cité, le découvreur renonçant toutefois à sa propre thèse.
Les historiens et archéologues datent les premiers éléments archéologiques de Carthage du milieu du VIIIe siècle av. J.-C., après qu'une datation à la fin du premier tiers du VIIe siècle av. J.-C. a été proposée. L'écart entre tradition et trace archéologique s'est considérablement réduit, en particulier du fait des avancées liées aux résultats des fouilles effectuées durant la campagne de l'Unesco et aussi en Andalousie. L'absence de traces archéologiques antérieures peut être compensée par le mode de datation des céramiques proto-corinthiennes, dont les dates ne sont pas d'une absolue précision en l'état actuel des connaissances.
Cependant, la date du VIIIe siècle av. J.-C. n'est pas écartée d'emblée, la date traditionnelle de la fin du IXe siècle apparaissant comme de moins en moins improbable quand on relie les découvertes archéologiques récentes et les sources littéraires,.
La cité n'est pas qu'un comptoir dès l'origine, car il a un « destin particulier » selon Lancel. L'installation en Afrique se fait avec un contact, sinon une coexistence, avec un pouvoir local dont le nom perdure dans la dénomination d'une circonscription territoriale, le pagus Muxi. La civilisation carthaginoise est donc le produit, la « greffe réussie », d'un métissage entre les arrivants levantins et des apports paléo-berbères. Encore au VIIe et au début du VIe siècle av. J.-C., la cité africaine reste tournée vers la mer, surtout vers l'Orient, mais aussi la péninsule Ibérique, la Sicile et le monde étrusque.
L'histoire intérieure et l'organisation politique de Carthage ne peuvent être écrits selon Maurice Sznycer et Gilbert Charles-Picard, faute de documents primaires utilisables. Les auteurs grecs et latins en donnent une vision tronquée, quoi qu'indispensables au vu de l'état de la documentation disponible pour les étudier.
Après la figure de la fondatrice, Justin évoque le rôle de Malchus, militaire ayant vécu au milieu du VIe siècle. Après avoir remporté des victoires, une grave défaite en Sardaigne aboutit à une action de force à l'issue de laquelle il aurait été exécuté. Le IVe siècle aurait été une période de transition politique importante, le peuple prenant davantage de place au travers des suffètes à partir du IIIe siècle.

### Frères Philènes
Salluste et l'auteur du Périple du Pseudo-Scylax racontent la façon dont aurait été fixée la limite territoriale entre Puniques et Grecs en Afrique du Nord. Pour décider d'une frontière avec la colonie grecque de Cyrène (en actuelle Libye), et au lieu de se lancer dans un conflit armé, les deux cités conviennent que chacune devait envoyer le même jour une expédition qui longerait la côte, la frontière devant se situer au point de rencontre.
Les Carthaginois, conduits par les frères Philènes, marchent jour et nuit, si bien qu'ils rencontrent les Cyréniens beaucoup plus près de Cyrène que de Carthage, au fond du golfe de la Grande Syrte, dans l'actuelle Libye. Les Cyréniens les accusent alors d'être partis avant la date convenue et déclarent qu'ils ne reconnaîtraient cette frontière que si les frères Philènes se font enterrer vivants sur place. Par dévouement envers leur cité, ceux-ci acceptent, acte que Salluste signale par la présence de l'autel des frères Philènes. Cet autel n'a pas laissé de traces et de nombreux débats ont eu lieu dès l'Antiquité à son sujet. Certains auteurs comme Strabon évoquant des colonnes, d'autres comme Pline l'Ancien évoquant des structures naturelles,.
La frontière politique et économique fut durablement établie à cet emplacement, même si les Ve et IVe siècles ont vu un approfondissement de l'occupation côtière en deçà de celle-ci.

## Expansion

Aires d'influence en Méditerranée occidentale en 509 av. J.-C.

Les archéologues et les historiens ont des difficultés à distinguer ce qui relève des Phéniciens de ce qui relève des Puniques dans les fouilles menées sur les sites du domaine phénico-punique les plus anciennement occupés, en particulier dans le nord de l'Afrique ; cette distinction était également difficile pour les contemporains du VIIe siècle av. J.-C.. La spécification de Carthage est surtout le fait des VIe – Ve siècles av. J.-C.,.

### Caractères de l'espace phénico-punique de Méditerranée occidentale
L'« empire » punique qui se constitue est considéré comme une confédération des colonies préexistantes derrière la plus puissante d'entre elles, au moment du déclin de la cité mère de Tyr. Carthage aurait été chargée d'assurer la sécurité collective et la politique extérieure, voire commerciale, de cette communauté.
L'absence de source écrite entre la fondation de la ville et la seconde moitié du VIe siècle entraîne une dépendance vis-à-vis des sources archéologiques complexes à interpréter. La question de l'impérialisme de Carthage a fait l'objet de débats passionnés, certains historiens dont Yann Le Bohec affirmant son existence même si celui-ci a connu une période de ralentissement. La mainmise carthaginoise sur les cités phéniciennes du bassin occidental de la Méditerranée est datée du VIe siècle av. J.-C., même si les différentes composantes de l'espace punique semblent avoir eu une grande autonomie, particulièrement en matière de politique commerciale. Les possessions africaines de Carthage auraient alors particulièrement mal vécu l'exploitation de la main d'œuvre à des finalités agricoles, les sources se faisant l'écho de révoltes brutales. Les épisodes entourant la perte de la Sardaigne évoquent également un rejet du pouvoir punique.
En dépit de sa puissance, l'espace punique apparaît à la veille des guerres puniques comme souffrant d'un déficit de cohérence géographique et d'une certaine faiblesse territoriale, outre le caractère d'une armée de mercenaires à la fidélité aléatoire.

### Colonies

#### Colonisation de la Sardaigne

Carte de la Sardaigne antique avec la localisation de ses divers occupants.

Les premières installations phéniciennes en Sardaigne sont datées de la fin du IXe siècle av. J.-C. comme en témoigne la stèle de Nora. Les relations avec les Sardes de culture nuragique ont parfois été difficiles, en particulier concernant l'intégration des éléments culturels exogènes. Néanmoins, les choix faits par les arrivants pour les lieux d'installation ont suivi ceux des précédents maîtres de l'île. Pour sa part, l'implantation carthaginoise est datée de la fin du VIe siècle av. J.-C., avec en particulier la prise de possession du site de Monte Sirai qui témoigne de l'importation de modèles de fortifications orientales.
L'île était un fleuron des Phéniciens depuis la fin du IXe siècle. Cependant, le milieu du VIe siècle voit la défaite de Malchus face aux populations indigènes,. La victoire d'Alalia confirme l'implantation des Carthaginois sur l'île et leur permet de s'implanter aussi en Corse, l'île bénéficiant également des traités entre Rome et Carthage. L'île est intégrée au circuit complexe des échanges de Méditerranée centrale, cette circulation ayant pour conséquence un repli de la culture originelle.
Entre le Ve et le IIIe siècle av. J.-C., les Carthaginois y érigent une série de fortifications, le IVe siècle voyant la conquête de l'ensemble de l'île,. Les découvertes archéologiques « révèlent une homogénéité culturelle » partout sur le territoire sarde, ce qui indique la force de l'implantation punique, sauf sur la partie Nord-Est laissée sans doute volontairement aux populations originelles.

#### Colonisation de Malte
L'archipel de Malte a connu une civilisation ancienne à partir du Chalcolithique. Avec le déclin de la Phénicie sous les coups de boutoir des Assyriens et des Babyloniens, il serait passé sous le contrôle de Carthage en 480 av. J.-C. C'est alors une colonie précieuse dans la lutte que les Carthaginois mènent contre les Grecs puis contre les Romains.
Selon Jacques Godechot, il est probable que l'archipel était un relais important dans le commerce avec les îles Britanniques et celles du Cap-Vert avec des dépôts de marchandises et déjà des chantiers de réparation navals. Les traces d'une installation phénicienne remontent au VIIIe siècle avec la présence de nécropoles, la cohabitation avec les populations originelles étant également visible dans les temples comme à Tas Silg.
Ceux-ci démontrent pendant cette période une continuité autour des zones cultuelles préhistoriques, avec également une ouverture vers des influences grecques et égyptiennes. L'emprise punique ne cesse qu'en 218 av. J.-C.. C'est à Malte qu'ont été retrouvés au XVIIe siècle deux cippes datés du IIe siècle av. J.-C. dédiés au dieu Melqart, seigneur de Tyr, sur lesquelles une inscription bilingue en phénicien et grec permet en 1758 à un archéologue français, l'abbé Jean-Jacques Barthélemy, de déchiffrer la langue phénicienne.

#### Possessions carthaginoises en Sicile

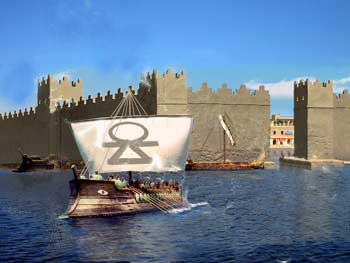
Reconstitution d'un navire quittant le cothon de Motyé.

La Sicile est fréquentée pour sa part par les Phéniciens dès les XIIe – XIe siècles av. J.-C.. L'installation phénicienne dans des centres urbains, après une phase de pré-colonisation, est datée de la seconde moitié du VIIIe siècle voire du VIIe siècle av. J.-C., sur le site de Motyé tout au moins.
La présence punique y a une finalité commerciale avant d'être basée sur une ambition territoriale, même si des indices d'une activité industrielle ont été retrouvés. En outre, les possessions puniques n'y sont pas organisées de manière centralisée.
La situation de la Sicile est complexe, les Grecs et les Carthaginois se disputant sa possession du Ve au milieu du IIIe siècle av. J.-C.. Cependant, les relations entre eux ont souvent été positives. Thucydide évoque un repli des colonies carthaginoises sur quelques points, dont Motyé, au moment de l'arrivée des Grecs ; cette cité avait été fondée du VIe siècle avant l'emprise carthaginoise sur l'ouest de l'île.
Un coup d'arrêt est placé à l'expansion carthaginoise à la suite de la défaite d'Himère en 480 av. J.-C., les guerres siciliennes démontrant l'enjeu de la possession de l'île. L'implantation punique dans l'île dure avec de nombreux aléas liés aux victoires et aux revers de cette très longue période, jusqu'à ce qu'elle soit supplantée par Rome à l'issue de la première guerre punique.

#### Possessions en Espagne continentale

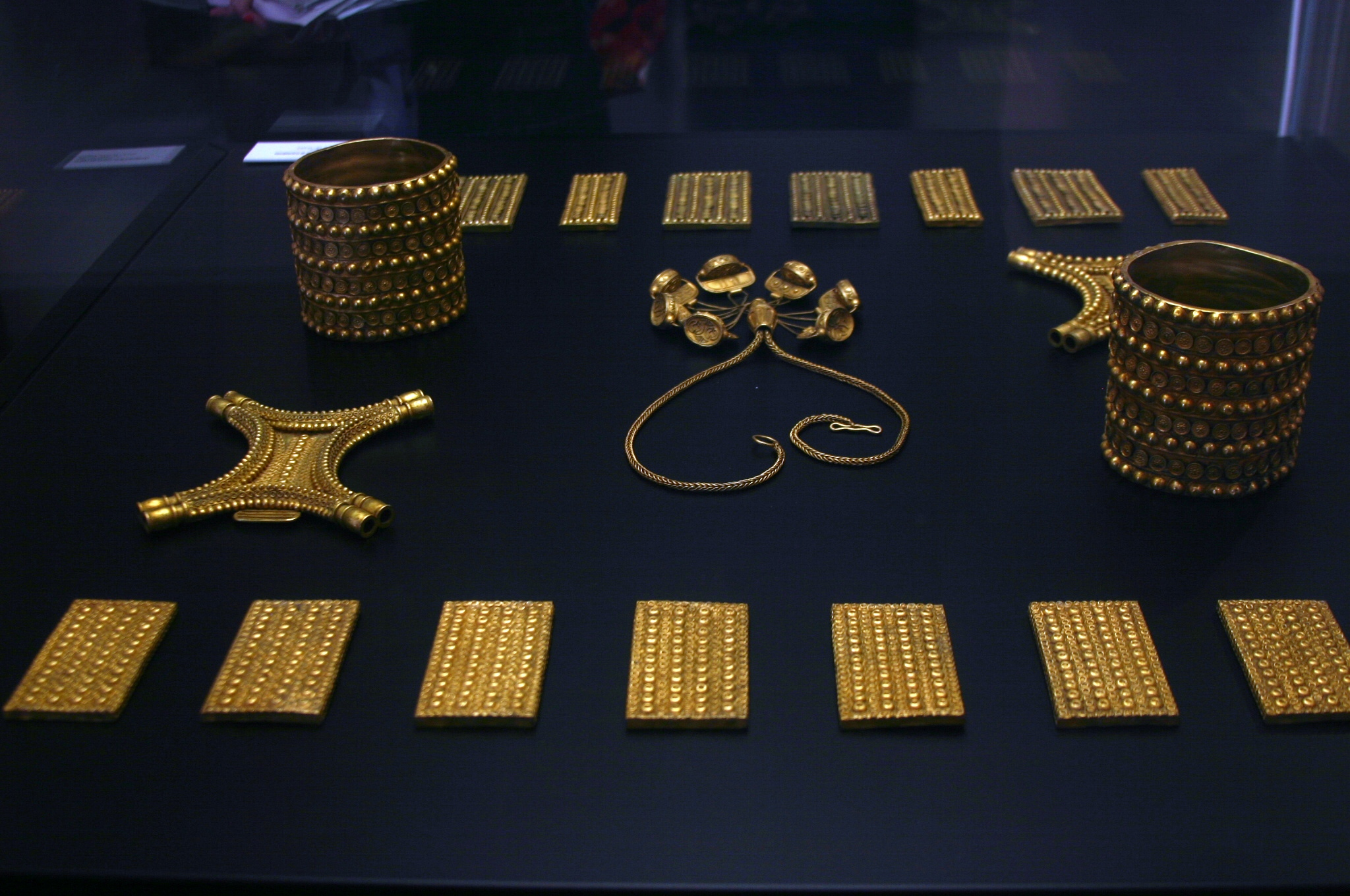
Trésor d'El Carambolo, témoignage du mouvement orientalisant de la rencontre entre Phéniciens et civilisation de Tartessos,, or, musée archéologique national de Madrid.

L'Espagne actuelle est touchée par l'expansion phénicienne de manière précoce, la fondation de Gadir, « colonie phénicienne la plus importante d'Occident » pour María Eugenia Aubet, étant datée selon la tradition littéraire (Velleius Paterculus notamment) de 1100 av. J.-C.. L'archéologie démontre une présence orientale importante en Andalousie orientale autour des années 750-550 av. J.-C., avec un apogée au VIIe siècle. Les populations de l'ancienne civilisation de Tartessos se mêlent aux Phéniciens aux VIIIe-VIIe siècles, avec un mouvement d'acculturation qualifié d'orientalisant, tant dans la civilisation matérielle que sociale.
La colonisation avait comme finalité de se rapprocher des mines de métaux, dont l'argent, ce commerce concourant à la prospérité phénicienne. Le temple principal de Gadès consacré à Melqart y a joué un rôle non seulement religieux, mais aussi économique durant toute l'Antiquité. Les établissements phéniciens d'Espagne connaissent une crise au VIe siècle av. J.-C., suivie par la période punique (VIe – IIIe siècle av. J.-C.) qui se caractérise par des apports culturels de Carthage, religieux, mais aussi urbains. Après une intervention au VIe siècle, les Carthaginois auraient pris pied en Espagne, dans le contexte de concurrence avec les Phocéens de Massalia. À l'époque punique, Gadir conserve des liens avec Tyr. La prise de possession est systématisée à partir du IIIe siècle av. J.-C. du fait de la famille des Barcides dans une province appelée Espagne barcide par les historiens.

#### Colonisation d'Ibiza

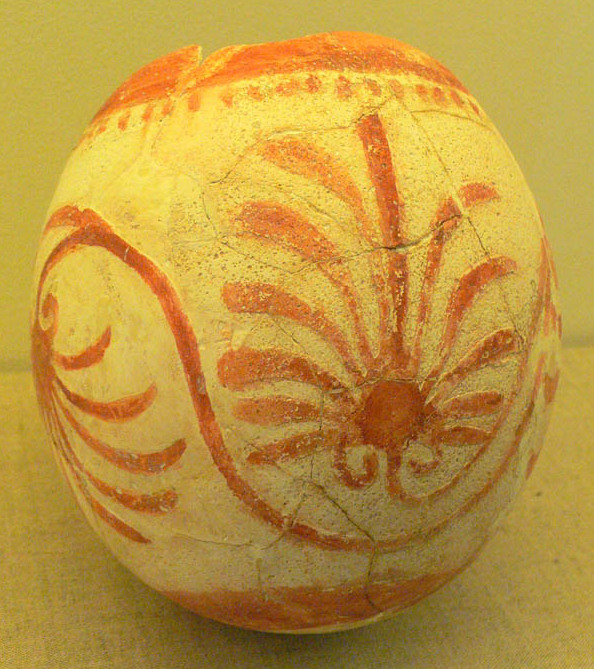
Œuf d'autruche peint, élément de la nécropole de Puig des Molins, musée de Puig des Molins, Ibiza.

Ibiza possède quant à elle une situation privilégiée pour le commerce vers le nord-est de la Méditerranée et pour la qualité portuaire de sa baie. Inhabitée au départ, l'installation de colons provenant de l'ancienne colonie de Gadir a lieu au VIIe siècle av. J.-C..
Selon Diodore de Sicile, elle aurait été prise en 654 av. J.-C. par Carthage, ce qui en ferait une colonie à proprement parler punique, la question n'étant pas tranchée du fait des découvertes archéologiques retrouvées dans l'importante nécropole de Puig des Molins pouvant appartenir tant au monde phénicien qu'au milieu punique. María Eugenia Aubet considère pour sa part que l'île n'intègre l'espace punique que dans la seconde moitié du VIe siècle. L'identification est aussi problématique du fait de la nature funéraire de la documentation archéologique, un changement apparaissant dans l'île au début du VIe siècle avec un développement de caractères propres à Carthage.
Les Baléares dont Ibiza fournissent une unité d'élite aux armées de Carthage, les frondeurs, dès le IVe siècle. Les Ve – IIe siècles av. J.-C. sont une période d'apogée pour l'île, une phase de colonisation intense aux Ve-IVe siècles étant suivie par un rayonnement commercial dans une grande partie de la Méditerranée occidentale à partir du IIIe siècle av. J.-C.. L'occupation romaine ne met pas fin à la diffusion de la civilisation punique.

### Expansion en Afrique
La présence phénicienne en Afrique du Nord est précoce comme en témoigne la tradition liée à Utique. Même si, dès la fin du VIe siècle av. J.-C., Carthage prend possession des colonies phéniciennes d'Afrique du Nord, l'expansion territoriale de Carthage y est tardive et considérée habituellement comme liée à la défaite d'Himère en 480 av. J.-C.. M'hamed Hassine Fantar date cette prééminence du VIIe siècle av. J.-C..
La mainmise se limite donc longtemps à des installations côtières appelées « échelles » puniques. Ces espaces, qui sont situés tous les trente à quarante kilomètres, ont été mis en évidence sur l'actuel territoire algérien par Pierre Cintas, en particulier le site de Tipaza. Certaines installations sont le fait de populations installées en Andalousie, en particulier Rachgoun dès le VIIe siècle.
À partir de 480 av. J.-C., Carthage se serait lancée dans la conquête d'un arrière-pays, les détails de l'expansion étant méconnus. Le Ve siècle aurait également vu la fin du tribut versé au pouvoir africain originel,,.
La connaissance du territoire africain de Carthage ne peut se déduire que du fait des allusions des auteurs anciens au moment des empiètements successifs de Massinissa à la fin de l'histoire de la cité punique. De même, Serge Lancel a distingué les territoires sous contrôle et ceux qui relevaient d'une zone d'influence. Même si l'espace n'est pas précisément délimité, Fantar évoque pour l'actuelle Tunisie une « irrigation exhaustive » de la civilisation punique. Les côtes du Maroc actuel semblent être passées d'une influence phénicienne à une influence punique aux VIe-Ve siècles. Pour sa part, l'Algérie actuelle, après une emprise phénicienne précoce, semble être passée sous le joug des royaumes numides avant le IIIe siècle, après une période punique indéterminée ; le changement n'a pas induit une rupture dans la diffusion de la civilisation punique.
Les espaces administrés par Carthage ont fait l'objet d'études pour une partie d'entre eux. L'organisation romaine en a conservé certains bien identifiés du fait d'une inscription dédiée à Trajan découverte sur le forum de Makthar, qui livre les noms des pagi Thuscae et Gunzuzi,. L'espace africain de Carthage était en partie protégé par un système de fortifications, dont certaines ont été identifiées et explorées dans la zone du cap Bon, et une sorte de limes dénommé « fosses phéniciennes » et encore mal identifié.
En dépit de mouvements de révolte, une population métissée de populations africaines et d'origine orientale a pu se développer. Dénommée Libyphéniciens, elle a fourni des bataillons d'infanterie. Ce métissage d'éléments orientaux et africains a produit la civilisation punique d'Afrique du Nord, dont les caractères ont longtemps perduré.

## Premières rivalités et traités

### Traité avec la puissance étrusque

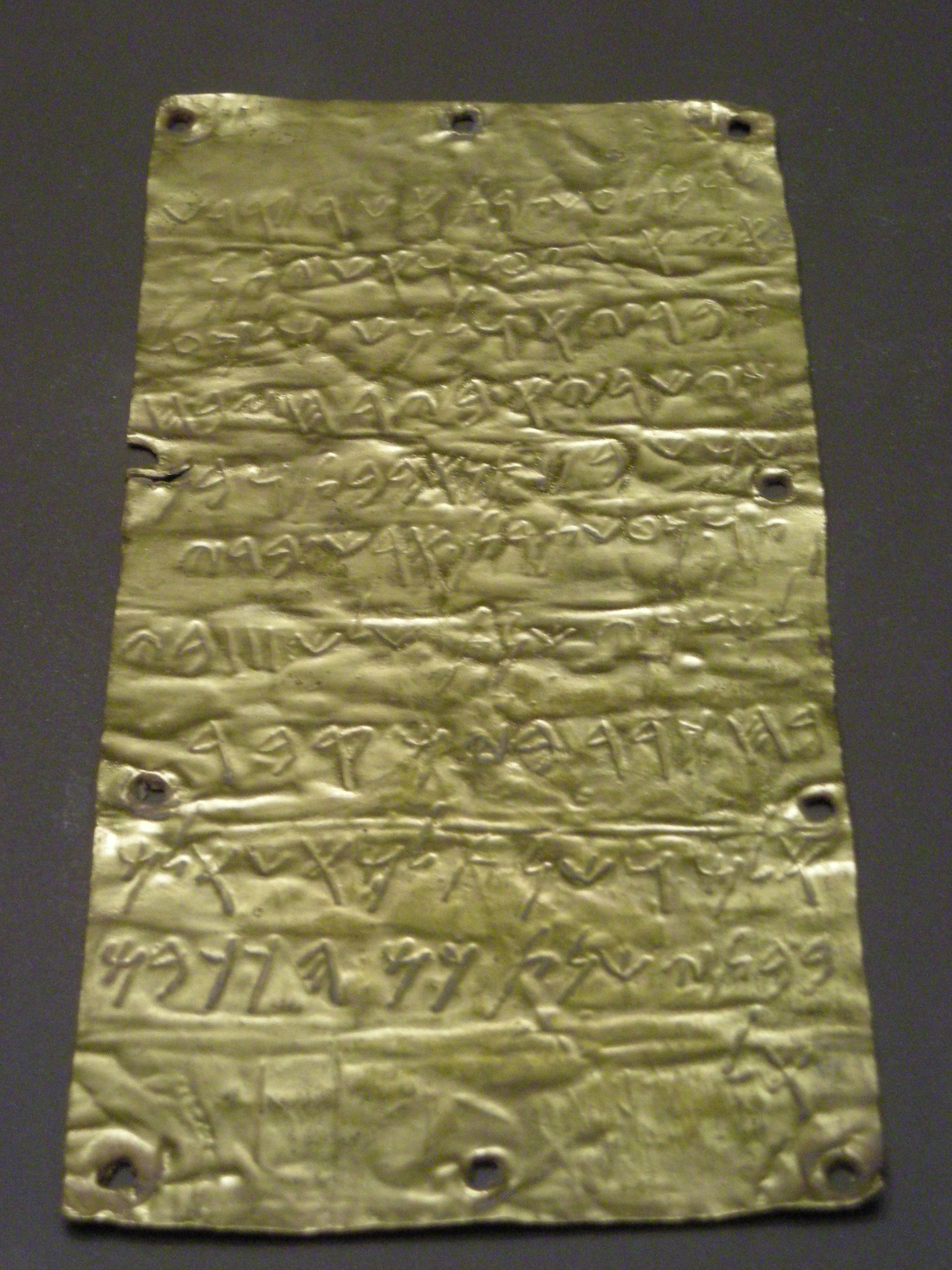
Une des lamelles de Pyrgi avec une inscription en étrusque et en phénicien.

La tradition, qui rapporte un traité entre la puissance étrusque et la cité punique, est appuyée par des indices archéologiques : les lamelles de Pyrgi, trouvées sur le sol italien avec des textes en phénicien et en étrusque, sont une dédicace datant d'environ 500 av. J.-C. d'un temple à Astarté, déesse phénicienne, par Thefarie Velianas, roi de Caeré. Les fouilles de Carthage ont également livré une inscription en étrusque destinée à présenter un individu, peut-être un marchand punique. Cette inscription, trouvée sur la colline dite de Sainte-Monique, a peut-être été rédigée dans la cité étrusque de Vulci. Ces éléments s'ajoutent à de nombreuses céramiques à bucchero qui confirment des liens commerciaux précoces, dès le VIIe siècle et au moins jusqu'au début du Ve siècle.

### Rivalités avec les Phocéens
Les Phocéens, dès les débuts de leur présence en Méditerranée occidentale, sont des concurrents sérieux au développement des intérêts phénico-puniques, en raison de leur volonté de développer le commerce des métaux. La colonisation phocéenne prend la forme d'une installation à Marseille, vers 600 av. J.-C., contre laquelle Carthage semble avoir lutté. Les Phocéens installés à Alalia en Corse vers 565 av. J.-C. subsistent par des actes de piraterie et menacent les intérêts des alliés étrusques et puniques, d'autant que la prise de leur métropole par les Perses entraîne une émigration. La bataille d'Alalia en 540 av. J.-C. oppose les Phocéens de Marseille et d'Alalia aux deux alliés et se conclut par une stabilisation des zones d'influence dans cette région de la Méditerranée.
La bataille navale est connue par le récit qu'en a fait Hérodote, mais l'archéologie a démenti le récit qui énonçait un abandon du site par les Grecs : une population grecque s'est en effet maintenue sur le site, avec une présence punique à la fin du premier tiers du IIIe siècle av. J.-C., peu avant l'occupation romaine à l'issue de la première guerre punique.

### Traités avec Rome
Les relations avec Rome sont tout d'abord cordiales, avec la signature d'un traité dès la fin du VIe siècle av. J.-C. Cependant, au fur et à mesure, les relations se tendent et rendent nécessaires la signature de nouveaux traités en 348, 338, 306 puis 279 av. J.-C.
En 509 av. J.-C., Carthage et Rome signent un traité qui divise les aires d'influence et de commerce entre les deux cités. Le texte connu par Polybe est la première source qui indique que Carthage a conquis la Sicile en partie et surtout la Sardaigne où elle semble jouir d'un monopole commercial. Les Romains et leurs alliés ne devaient aller au-delà du « Beau Promontoire » sauf dans des cas très limitatifs.
Au début du Ve siècle av. J.-C., Carthage est devenue le centre commercial de l'ouest du bassin méditerranéen. À cette époque, la cité a conquis la plupart des anciennes colonies phéniciennes, comme Hadrumète, Utique et Kerkouane, soumis les tribus de la Libye et s'est emparée de la côte nord-africaine depuis le Maroc jusqu'aux frontières de l'Égypte. Carthage a également étendu son influence en Méditerranée en prenant la Sardaigne, l'île de Malte, les Baléares et la côte occidentale de la Sicile. Des comptoirs importants sont fondés dans la péninsule Ibérique. De nouveaux traités sont donc signés avec Rome : les conditions du précédent traité sont confirmées voire étendues à la péninsule Ibérique en 348 av. J.-C. ; Carthage a de son côté la possibilité d'intervenir au Latium, mais sans prise de possession de territoires possible. Renouvelé en 338 av. J.-C., de nouveaux accords sont signés en 306 av. J.-C., voyant Rome exclue de la Sicile et Carthage de l'Italie, puis en 279-278 av. J.-C. lors de l'invasion de Pyrrhus.

## Guerres contre les puissances grecques: des guerres siciliennes à la guerre de Pyrrhus

### Guerres siciliennes

#### 480: première guerre gréco-punique

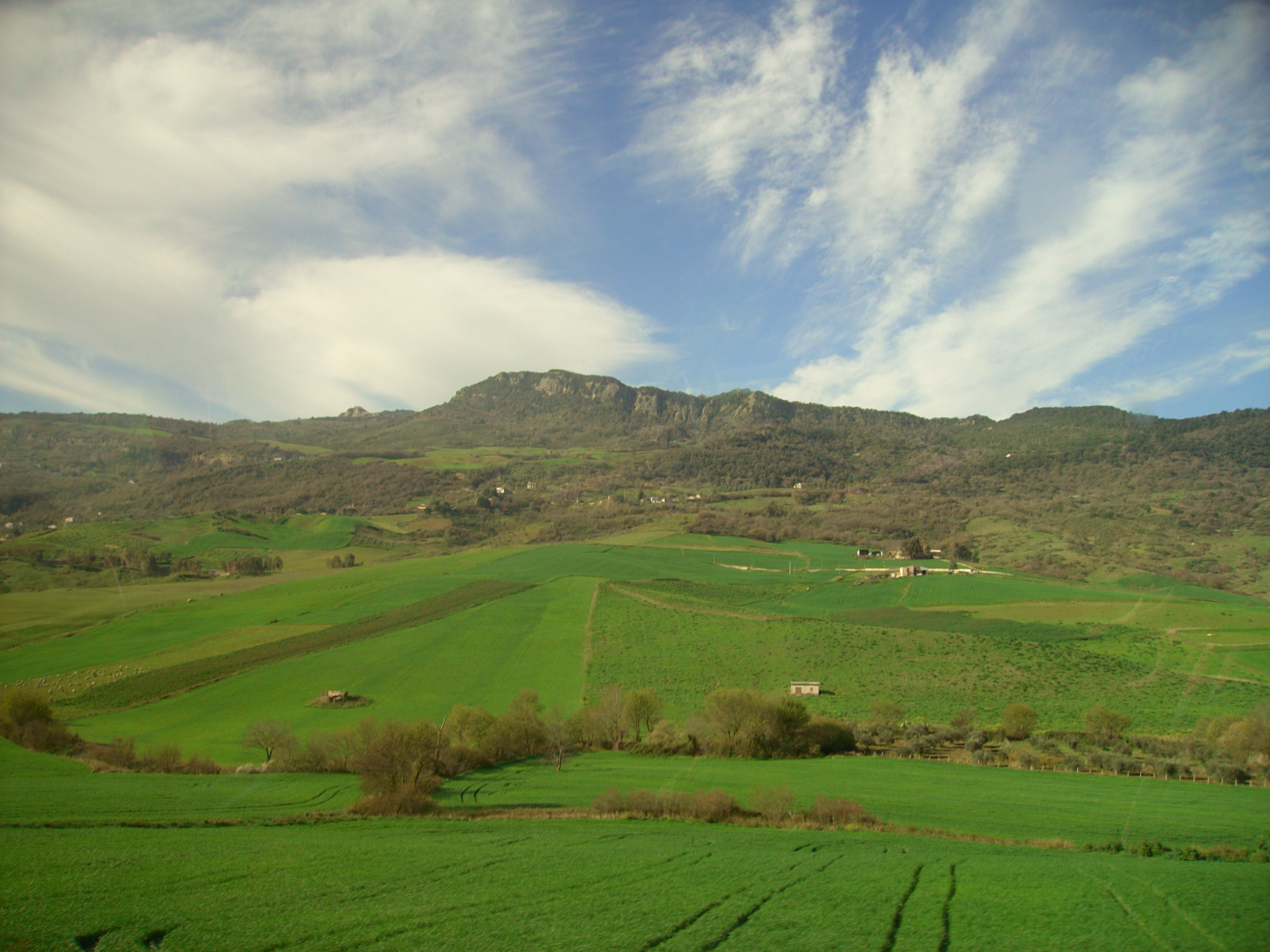
Paysage typique de Sicile.

La prospérité économique de Carthage ainsi que l'importance des voies marines pour son commerce conduisent la cité à s'armer d'une flotte puissante, destinée à décourager les pirates et les rivaux commerciaux. La flotte de Carthage et son hégémonie croissante ont alors tout pour inquiéter les Grecs.
La Sicile, aux portes de Carthage, devient la scène des guerres siciliennes. Depuis longtemps, les Grecs et les Phéniciens convoitent cette île stratégique et établissent de nombreuses implantations sur ses côtes. Par conséquent, il existe depuis des siècles des conflits locaux entre ces différents comptoirs. En 480 av. J.-C., Gélon, tyran de Syracuse, tente avec le soutien de plusieurs cités grecques d'unifier l'île sous sa domination en attaquant en particulier Térillos, allié de Carthage, installé à Himère.
Carthage sent la menace et, avec l'alliance de l'Empire perse selon certaines sources antiques, déclare la guerre à la Grèce en envoyant ses troupes sous le commandement du général Hamilcar de Giscon. Selon les sources traditionnelles, Hamilcar dispose alors de 300 000 hommes ; ce chiffre est sûrement exagéré même si sa force fut sans doute considérable.
En route pour la Sicile, le général subit des pertes en raison du mauvais temps subi lors de la traversée. Après son arrivée à Panormus (actuelle Palerme), il est battu à la bataille d'Himère en 480 av. J.-C. ; il serait mort au cours des combats ou se serait suicidé de honte en se jetant dans un bûcher,. À la suite de cette défaite, Carthage se remet en cause : Gilbert Charles-Picard a considéré que l'événement avait fondé le remplacement de l'ancien gouvernement aristocratique par une république. Largement méconnues, ces conséquences ont amené le développement de l'intérêt de la cité maritime pour son arrière-pays, pourvoyeur de ressources et d'hommes.

#### 410-340: deuxième guerre gréco-punique
Vers 410 av. J.-C., Carthage s'est remise de ses revers militaires : elle a conquis une grande partie de la Tunisie actuelle, fortifié et fondé de nouvelles colonies en Afrique du Nord ; elle soutient les expéditions d'Hannon le long de la côte africaine et d'Himilcon dans l'océan Atlantique. Durant cette période, les colonies de la péninsule Ibérique se rebellent contre Carthage — coupant son approvisionnement en argent et en cuivre — mais Hannibal de Giscon, petit-fils d'Hamilcar, commence des préparatifs pour reconquérir la Sicile et lance dans le même temps des expéditions au Maroc, au Sénégal et dans l'Atlantique.
En 409 av. J.-C., Hannibal de Giscon embarque pour la Sicile avec ses troupes. Il parvient à envahir des cités mineures comme Sélinonte et Himère avant de retourner triomphalement à Carthage avec son butin. Mais l'ennemie principale, Syracuse, n'est pas touchée et, en 405 av. J.-C., Hannibal mène une seconde expédition avec l'intention de s'emparer de l'île tout entière. Cette fois, il se heurte à des résistances. Ainsi, lors du siège d'Agrigente, les forces carthaginoises sont décimées par une épidémie de peste dont Hannibal lui-même est victime. Son successeur Himilcon parvient à remporter des succès en brisant le siège, en s'emparant de la cité de Gela et en battant à plusieurs reprises l'armée de Denys l'Ancien, tyran de Syracuse. Ce dernier, lui aussi atteint par l'épidémie de peste, se trouve contraint de négocier un traité de paix.

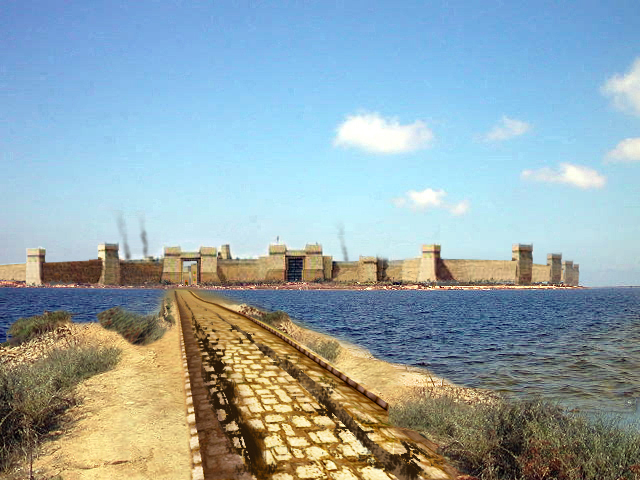
Reconstitution de l'île fortifiée de Motyé avec la chaussée de liaison avec la terre ferme, prise par Denys de Syracuse en 398.

Aires d'influence dans le bassin occidental de Méditerranée en 348.

En 398 av. J.-C., Denys viole le traité en attaquant la forteresse carthaginoise de Motyé qui est prise l'année suivante, ses défenseurs étant crucifiés. Himilcon riposte par une reprise de Motyé et une conquête de Messine. Finalement, Himilcon assiège Syracuse jusqu'en 396 av. J.-C., lorsque la peste oblige les forces carthaginoises à lever le camp. Les sources antiques attribuent cette épidémie au saccage d'un sanctuaire de Déméter et Koré, divinités qui seront transportées et vénérées en Afrique du Nord en guise de réparation.
Pendant les soixante années suivantes, Carthaginois et Grecs s'affronteront dans plusieurs escarmouches, avec des fortunes diverses. En 340 av. J.-C., l'armée carthaginoise est cantonnée dans la partie sud-ouest de l'île et la paix qui règne en Sicile est loin d'être définitive.

#### 315-307: troisième guerre gréco-punique

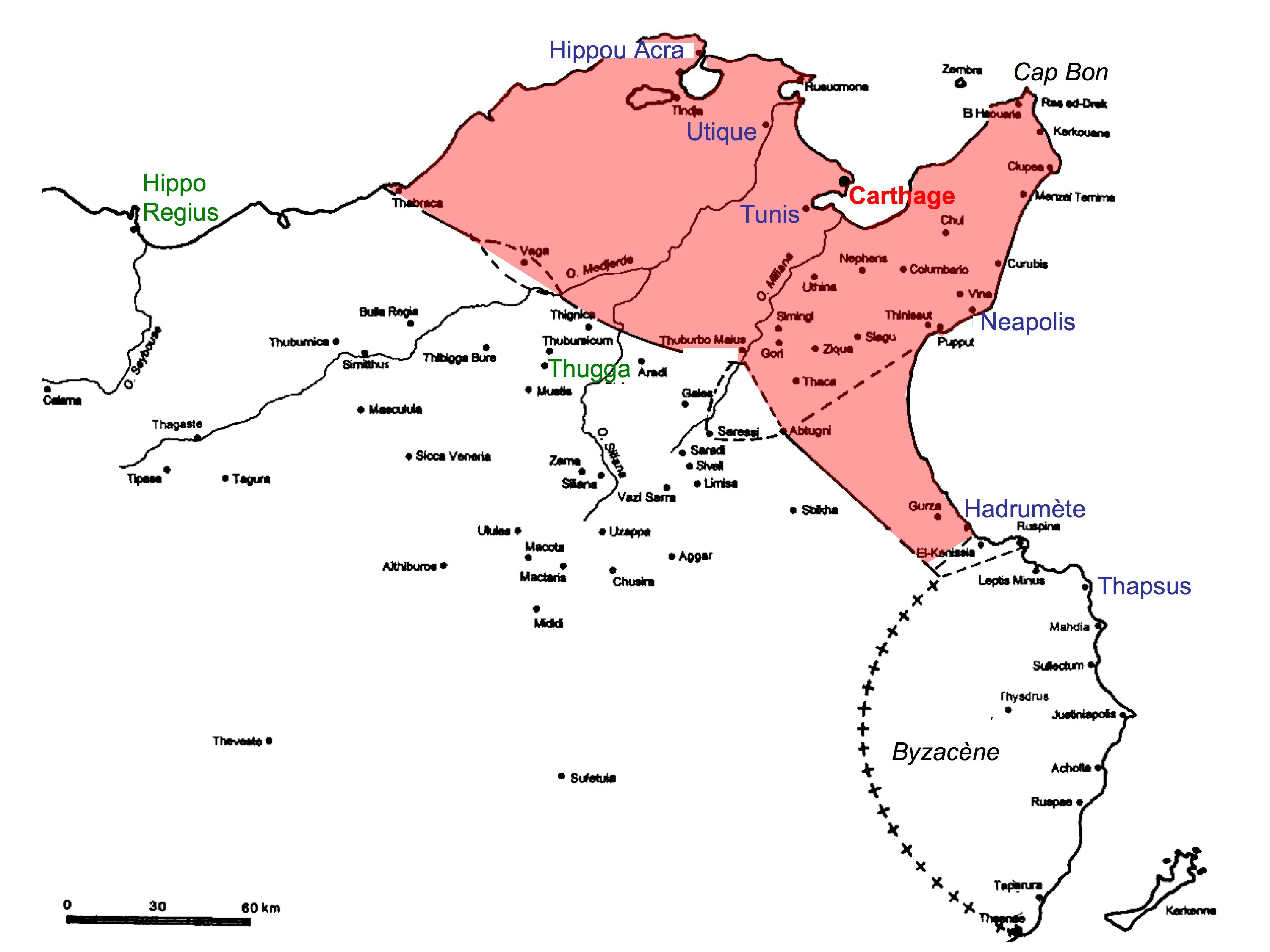
Carte de la Tunisie punique au moment de l'expédition d'Agathocle.

En 315 av. J.-C., le tyran de Syracuse Agathocle s'empare de Messine et, en 311 av. J.-C., envahit les derniers comptoirs carthaginois de Sicile ; il assiège également Agrigente.
Hamilcar dirige la riposte carthaginoise avec succès : il contrôle pratiquement la Sicile entière en 310 av. J.-C. et fait le siège de Syracuse. En désespoir de cause, Agathocle mène en secret une expédition de 14 000 hommes sur le continent africain afin de sauver son règne par une attaque contre Carthage. Cette expédition est une victoire : Carthage est obligée de rappeler Hamilcar et la majeure partie de son armée pour faire face à la nouvelle menace. L'expédition d'Agathocle connaît une suite de victoires, même si elle est néanmoins incapable de prendre la capitale punique.
L'armée d'Agathocle est par la suite battue en 307 av. J.-C. à la suite de la défection de ses alliés libyens ; celui-ci réussit à s'enfuir en Sicile d'où il négocie une paix qui garde à Syracuse son statut de place forte grecque. Il ne s'attaqua plus aux places puniques jusqu'à sa mort survenue en 289 av. J.-C..

### 280-275: guerre de Pyrrhus en Italie

Aires d'influence en Méditerranée occidentale en 306.

Entre 280 et 275 av. J.-C., Pyrrhus d'Épire entreprend deux expéditions destinées à accroître l'influence des Macédoniens dans l'Ouest de la Méditerranée. La première vise la République romaine qui émerge dans le Sud de l'Italie tandis que la seconde est dirigée contre Carthage en Sicile.
Pyrrhus envoie une avant-garde forte d'une infanterie de 3 000 hommes sous le commandement de Cinaeus à Tarente ; l'armée principale traverse la péninsule grecque avant de s'engager dans des batailles contre les Thessaliens et les Athéniens. Après ses succès initiaux, Pyrrhus rejoint son avant-garde à Tarente.
Au cours de ses campagnes d'Italie, Pyrrhus reçoit des envoyés des cités siciliennes d'Agrigente, Syracuse et Leontini qui demandent de l'aide pour évincer la puissance carthaginoise devenant prépondérante sur l'île. Pyrrhus accepte et fait renforcer les cités siciliennes d'une infanterie de 20 000 hommes, d'une cavalerie de 3 000 hommes, de vingt éléphants de guerre ainsi que de 200 navires.

Guerre de Pyrrhus en Italie.

Au début, la guerre de Pyrrhus en Sicile contre Carthage est un succès : il parvient à faire reculer les forces carthaginoises et s'empare de la cité-forteresse d'Éryx, même s'il doit renoncer à Lilybée. Après ces pertes, Carthage essaie d'entamer des négociations de paix, proposant de conserver seulement Lilybée. Pyrrhus n'accepte ces tractations qu'à condition que Carthage renonce à la Sicile tout entière alors que son siège de Lilybée se solde par un échec. Selon Plutarque, Pyrrhus projette alors d'attaquer Carthage elle-même et commence à mettre sur pied une expédition à cette fin. Cependant, son traitement impitoyable des villes siciliennes ainsi que l'exécution de deux gouverneurs siciliens soupçonnés de trahison accroissent l'hostilité des Grecs. Pyrrhus se voit contraint de quitter la Sicile pour l'Italie méridionale en 276 av. J.-C..
Ses expéditions en Italie ne s'étant pas soldées par des victoires décisives, Pyrrhus se retire en Épire. Pour Carthage, cela ramène la situation au statu quo. Pour Rome, le fait que Pyrrhus n'ait pas su défendre les colonies de la Grande-Grèce signifie qu'elle va les faire entrer dans sa sphère d'influence, qui s'étendra jusqu'à la domination totale de la péninsule italienne.

## 264-146: guerres puniques, fin de l'impérialisme et de la cité punique

Territoires romain, syracusain et carthaginois à la veille de la Première guerre punique.

La lutte entre Rome et Carthage prend de l'ampleur avec l'essor des deux cités : ce sont les trois guerres puniques, qui faillirent voir la prise de Rome, mais se conclurent par la destruction de Carthage, en 146 av. J.-C., après un siège de trois ans.

### 264-241: première guerre punique, choc frontal avec Rome

Extension du territoire carthaginois en 279 avant la première guerre punique, période de son extension territoriale maximale.

Le conflit entre Carthage et Rome succède à de longues années de traités, mais l'éloignement de la menace grecque laisse les deux puissances montantes de Méditerranée face à face. La puissance de Carthage en Méditerranée est alors prépondérante, avec la possession des principales îles.
La velléité punique de prendre Messine entraîne le conflit, car Rome se trouve désormais directement menacée après avoir pris pied dans le sud de la péninsule italienne à la suite de l'aventure d'Agathocle et surtout du fait de la fin de la guerre de Pyrrhus.
La première guerre punique couvre les années 264 à 241 av. J.-C. Il s'agit d'un conflit essentiellement naval et de luttes d'influence en Sicile. L'enjeu principal en est la possession du détroit de Messine. Les Carthaginois prennent d'abord la ville de Messine, qui avait été enlevée par des mercenaires mamertins en 288 av. J.-C..

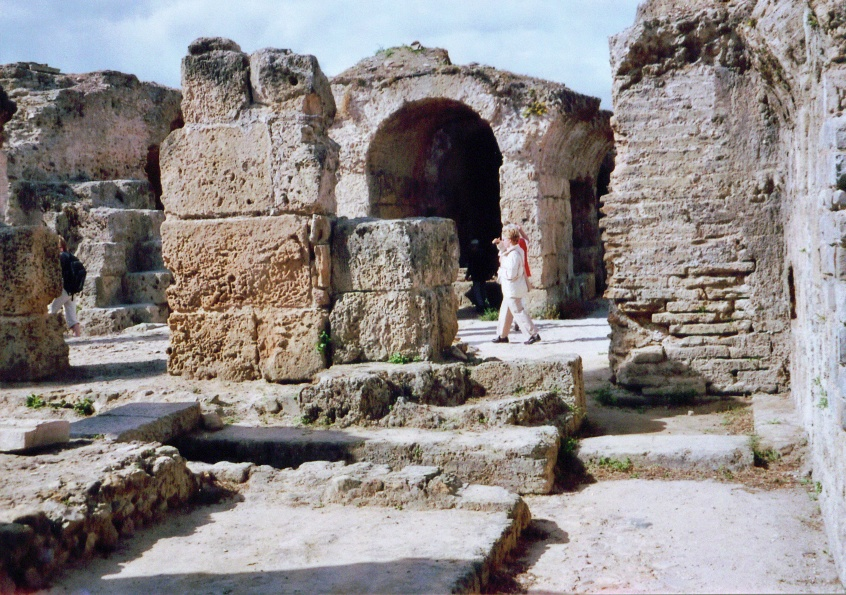
Photographie des ruines de la cité antique de Carthage.

En lutte contre Hiéron, les Mamertins demandent l'aide des Carthaginois puis se tournent vers Rome. Cette dernière considère cette demande d'aide comme une soumission et ne peut se désintéresser de Messine, à proximité des villes grecques d'Italie, qui viennent de passer sous leur protection. Appius Claudius Caudex traverse donc le détroit et prend par surprise la garnison punique de Messine, ce qui déclenche le début de la guerre. À la suite de ce revers, le gouvernement de Carthage rassemble ses troupes à Agrigente, mais les Romains, menés par Claudius et Manius Valerius Maximus Messalla, s'emparent des villes de Ségeste et d'Agrigente après un siège de sept mois. À Agrigente, les Carthaginois parviennent cependant à fuir. De nombreuses villes siciliennes ayant opté pour une alliance avec Rome, Carthage décide de concentrer ses forces sur certains points et tient en échec les forces romaines. Les batailles navales longtemps à l'avantage de Carthage se rééquilibrent du fait de l'invention du corbeau par les Romains, technique appliquée la première fois en 260 av. J.-C. à la bataille de Mylae gagnée par le consul Caius Duilius,. En outre, les Romains dirigés par Marcus Atilius Regulus mènent une expédition en Afrique, dans la région du cap Bon, en 256 av. J.-C. La zone est ravagée avec la destruction de la cité de Kerkouane datée de cette époque selon les archéologues. Regulus mène son armée sous les murs d'Oudna et monte son camp devant Tunis, désireux d'imposer des conditions très dures aux Puniques.
Les Carthaginois recrutent alors des mercenaires à Sparte, dont Xanthippe. Après un engagement, Regulus est fait prisonnier, des écrivains tardifs alléguant qu'il serait retourné à Rome pour évoquer des conditions de paix inacceptables et serait rentré à Carthage y subir le martyre. Cette légende est cependant fausse selon Serge Lancel.
Rome tente en vain de prendre l'avantage sur mer, alors que la guerre terrestre se poursuit en Sicile. Le siège de Lilybée se solde par un échec cuisant pour les Romains. La guerre dure encore vingt ans sans qu'aucun affrontement ne soit décisif. La bataille finale a finalement lieu aux îles Égades en 241 av. J.-C. Les conditions de paix négociées par Hamilcar Barca sont alourdies dans un second temps : la Sicile, déjà largement romaine, est perdue et Carthage doit en outre payer une indemnité de guerre de 3 200 talents dont 1 000 sur-le-champ,.

### 241-218: «premier entre-deux-guerres» (Yann Le Bohec)

#### «Guerre inexpiable» des mercenaires

Étapes de la guerre des Mercenaires (241-238).

Après avoir conclu la paix et abandonné la Sicile aux Romains, Carthage doit réprimer une révolte de ses mercenaires (241-238 av. J.-C.) menés par Spendios, mercenaire campanien, et Mathos, chef des Libyens. Giscon rapatrie par groupes successifs les armées puniques, composées de mercenaires et de Libyens, de la Sicile vers l'Afrique. Le Sénat de Carthage avait essayé par l'intermédiaire de Hannon de discuter le montant de la solde due et rassemblé les mercenaires à Carthage puis à Sicca. Les révoltés, des Africains, mais aussi des Campaniens selon Polybe,, menacent l'actuelle Tunis et obtiennent le paiement de leur solde.
Toutefois, leurs demandes supplémentaires bloquent la situation. La guerre est dure et apparaît comme une guerre civile à cause de son caractère africain marqué. Les cités africaines donnent très majoritairement une aide aux révoltés,, leur fournissant également des troupes. Un groupe part assiéger les cités d'Utique et Hippo Diarrhytus, fidèles à la capitale punique, alors qu'un autre organise une sorte de « blocus » de l'isthme de Carthage.
Hamilcar Barca parvient à lever le siège d'Utique et à s'allier à Naravas et aux Numides, usant de diplomatie afin de susciter des défections dans le camp adverse. En guise de réponse, les révoltés torturent et tuent Giscon et plusieurs centaines de Carthaginois. Ils sont finalement écrasés par Hamilcar Barca dans le défilé dit « de la Scie, », en particulier du fait de la faim régnant dans leurs rangs et de l'usage des éléphants de guerre. Spendios et d'autres révoltés sont crucifiés par les Carthaginois alors que les révoltés crucifient un otage appelé Hannibal. Les alliés libyens des révoltés sont battus pour leur part près de Leptis Minus. Mathos est pour sa part crucifié après un long martyre à Carthage.
Après un appel à Rome, à l'occasion d'une révolte indigène, la Sardaigne est perdue. Durant la guerre, Rome avait refusé de répondre à une invitation de mercenaires locaux, mais change d'avis en 238-237 av. J.-C., en violation flagrante du traité de paix ayant mis fin à la Première guerre punique. Carthage souhaite réagir, mais, face à la volonté romaine de reprendre la guerre, doit se résoudre à accepter le fait accompli et à payer une indemnité de guerre complémentaire. Les Romains prennent possession de la Corse au même moment. En 218 av. J.-C., la cité punique perd aussi Malte.
L'événement a connu une postérité en raison de la place qu'il occupe dans le roman de Gustave Flaubert, Salammbô (1862), qui est fidèle au récit de l'historien Polybe.

#### 237-206: Espagne barcide

Carte de l'Espagne barcide.

La famille des Barcides conquiert une principauté dans le sud de l'actuelle Espagne à partir des possessions anciennes des Phéniciens. Ce déploiement punique en péninsule Ibérique avait pour but de compenser les pertes de la Sicile et de la Sardaigne en prenant possession de zones minières. En effet, la fin de la Première guerre punique s'achevant par la perte de la Sicile et de la Sardaigne, Hamilcar Barca décide de prendre non seulement possession des mines ibériques, mais aussi d'obtenir une base territoriale en Ibérie afin de résister aux Romains,. Il désire selon Hédi Slim y « jeter les bases d'un pouvoir monarchique et militaire fort, tout en trouvant les ressources économiques et humaines dont il avait besoin ».
Les mines permettent d'aider au paiement de l'indemnité de guerre due à Rome. En 226 av. J.-C., le traité de l'Iber signé entre Hasdrubal le Beau et Rome interdit aux Puniques de franchir en armes le fleuve. En 219, le siège de Sagonte, alliée de Rome, entraîne la deuxième guerre punique.

### 218-201: deuxième guerre punique

Route d'Hannibal de Carthagène à Zama.

La deuxième guerre punique, dans les années 218-202 av. J.-C., a pour point culminant la campagne d'Italie : le général Hannibal Barca, issu de la famille des Barcides, parvient à traverser les Pyrénées et les Alpes avec ses éléphants. Pourtant, il renonce à tenter d'entrer dans Rome. Le prétexte de la guerre avait été le siège de Sagonte par les Carthaginois ; ils auraient dû se trouver au-delà de l'Èbre selon le traité de 241 av. J.-C. qui délimitait les zones d'influence respectives des deux puissances. Une ambassade romaine envoyée à Carthage ne peut que constater l'approbation de la cité envers les actes du Barcide en Ibérie, et donc l'acceptation du nouveau conflit entre les deux puissances. L'expédition d'Hannibal commence en 218 ; l'armée composite de 90 000 fantassins et 12 000 cavaliers, dont des éléments de la célèbre cavalerie numide, se trouve réduite à 50 000 fantassins, 9 000 cavaliers et 37 éléphants à la veille du passage en Italie. Elle traverse le sud de la Gaule, mais évite les alliés de Rome dans la région ; Hannibal parvient même à se faire des alliés parmi certaines populations gauloises. Il fait franchir les Alpes à son armée au cours d'un périple éprouvant et éloigné de la mer afin d'éviter les légions romaines.
Cependant, l'armée y perd la majeure partie de ses éléphants de guerre et de nombreux soldats et n'arrive en Italie qu'avec 20 000 soldats d'infanterie et 6 000 cavaliers. La descente en Italie est d'abord une succession de victoires fulgurantes pour le fils d'Hamilcar. Après la bataille du Tessin, les victoires de Trébie et du lac Trasimène sont terribles pour Rome qui perd ses chefs sur le champ de bataille. Après Trasimène, Hannibal laisse partir les alliés italiens de Rome pour diviser le camp adverse et ne cherche pas à prendre la cité. Celle-ci nomme alors Quintus Fabius Maximus comme dictateur afin qu'il tente de harceler les positions puniques. La bataille de Cannes porte toutefois un coup terrible à Rome en raison de la supériorité tactique du Carthaginois.

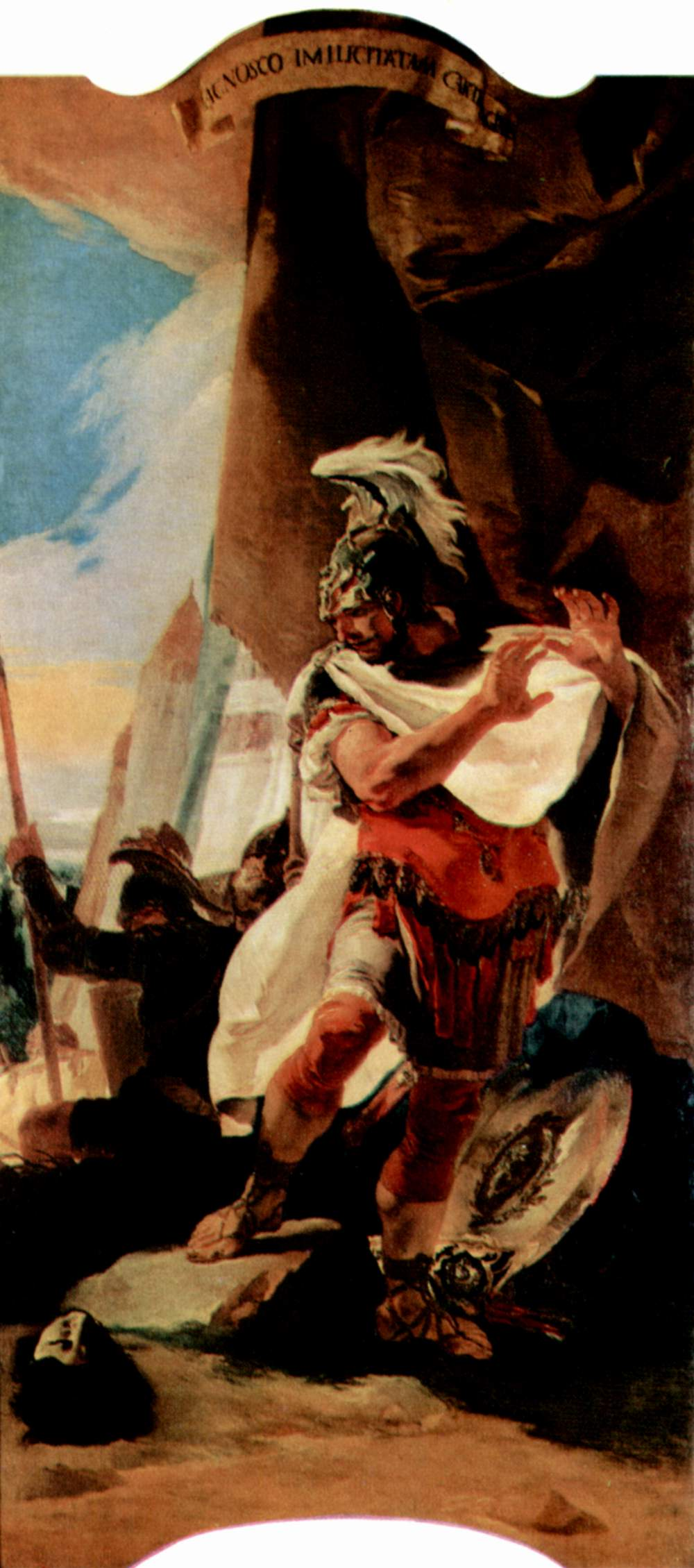
Hannibal regardant la tête de Hasdrubal de Giambattista Tiepolo, 1725, musée d'Histoire de l'art de Vienne.

La défaite, le 2 août 216 av. J.-C., voit un effondrement des Romains alors que la supériorité numérique est de leur côté. 70 000 d'entre eux restent sur le terrain, dont le consul Paul Émile et les deux consuls de 217 av. J.-C. ; Carthage perd 4 000 Gaulois, 1 500 Ibères et Africains, et 200 cavaliers. L'attentisme d'Hannibal est néanmoins marqué lors du fameux épisode des « délices de Capoue » ; son hésitation permet aux Romains d'organiser la défense de leur ville même si Hannibal use de ce temps pour tisser des alliances avec des cités italiennes et leur garantir l'autonomie. Les tentatives d'apports de renforts pour l'armée d'Hannibal se soldent par un semi-échec en 215 av. J.-C. Le général se tourne donc vers la diplomatie pour faire basculer la guerre en sa faveur : c'est d'abord l'alliance avec Philippe V de Macédoine, tentant d'ouvrir un nouveau front lors de la première guerre macédonienne, puis la prise de contrôle de Syracuse en 214, qui est perdue deux ans après. Les Romains s'assurent lors de la campagne sicilienne de la fidélité des cités, y compris par des massacres préventifs comme à Enna. En 211 av. J.-C., Capoue est perdue par Hannibal alors que Rome reprend peu à peu les positions du Barcide en Italie centrale et du Sud, l'acculant à rester en Calabre.
Le front avait été ouvert en Espagne en 218, avec une succession de victoires et de revers pour Rome, puis l'intervention du futur Scipion l'Africain qui prend Carthagène en 209 av. J.-C. Hasdrubal Barca, après s'être illustré sur ce terrain, part à la rencontre de son frère, mais meurt lors de la bataille du Métaure de 207 av. J.-C., coupant tout espoir de renforts à Hannibal qui en reçoit la tête dans son camp. Scipion l'Africain opère aussi le revirement diplomatique de Syphax puis de Massinissa afin que Carthage soit prise à revers, après avoir signé la paix avec Philippe V de Macédoine en 206 av. J.-C. La tentative de la part de Magon Barca d'opérer un soulèvement ligure et celte dans le Nord de l'Italie s'avère un échec en 203 av. J.-C.
Scipion porte alors la guerre en Afrique, en 204 av. J.-C., face à Syphax qui a renoué avec l'alliance punique, mais échoue devant Utique. En 203 av. J.-C., il bat Hasdrubal Gisco et Syphax à la bataille des Grandes Plaines, avec à sa suite l'épisode tragique de la mort de Sophonisbe. Des pourparlers de paix ont lieu en 203, mais les termes ne sont pas acceptés par Rome. Un événement mineur fait reprendre la guerre, la bataille de Zama scellant le sort de Carthage en 202 av. J.-C. : Massinissa et 10 000 cavaliers numides font la différence en dépit de l'engagement de 80 éléphants de guerre qui n'occasionnent que des dégâts mineurs grâce à une manœuvre habile de Scipion.
Carthage perd la totalité de ses possessions hispaniques, sa flotte et se voit interdire toute remilitarisation ; Hannibal fuit quant à lui et se réfugie à Hadrumète. Elle perd aussi l'essentiel de conquêtes récentes sur les marches de Numidie. Ne pouvant faire la guerre sans en référer à Rome, elle ne garde plus que dix navires de guerre. En outre, elle doit payer une lourde indemnité de 10 000 talents. Finalement, Carthage perd son statut de puissance méditerranéenne. Malgré la victoire finale, cette guerre ne satisfait pas tous les Romains.
Le relèvement économique rapide de leur rivale, qui demande en vain à payer après dix ans seulement des indemnités de guerre prévues sur cinquante années, confirme aux Romains la menace potentielle des Puniques,. Enrichie par une activité orientée vers le seul commerce, Carthage se voit dotée dans ces années d'un nouveau programme urbanistique sur le flanc sud de Byrsa et d'un vaste aménagement de ses ports. Poussés par la crainte d'avoir encore à affronter Carthage, les Romains en viennent à décider, selon le fameux mot de Caton l'Ancien (Delenda Carthago est), que la destruction totale de la cité ennemie est le seul moyen d'assurer la sécurité de la République.

### 201-149: «deuxième entre-deux-guerres» (Yann Le Bohec)
La deuxième guerre punique a eu logiquement des conséquences importantes sur la société carthaginoise et sur son économie, mais, après 201 av. J.-C., le redressement économique de Carthage est soutenu, selon une thèse de Gilbert Charles-Picard. La principale raison de cette renaissance économique est due à un dynamisme important des commerçants carthaginois durant cette période. Dans différentes régions du bassin méditerranéen (Sicile, péninsule Ibérique, sud de l'Italie, Sardaigne, îles Baléares, Gaule méridionale, littoral du Maghreb), les archéologues ont retrouvé une célèbre céramique à vernis noir que les spécialistes ont baptisée « céramique punique tardive » ; celle-ci était fabriquée seulement à Carthage. De plus, la cité importe alors beaucoup de céramiques dites « campanienne A », ce qui montre que la cité en avait les moyens. Néanmoins, la cité exporte aussi des tissus, des métaux (notamment de l'étain et de l'argent), des salaisons et des produits agricoles divers.
Cette reprise économique n'a pourtant pas permis à Carthage de retrouver la puissance qui était la sienne avant la deuxième guerre punique. Beaucoup de domaines économiques sont en recul, conséquence d'un conflit important ayant eu lieu peu de temps auparavant, comme la faiblesse des titres des monnaies, la réutilisation des tombes ou le faible nombre de bijoux en or. De plus, le domaine de Carthage s'est réduit à la chôra (territoire qui correspond au nord de l'actuelle Tunisie) et le roi numide Massinissa n'attend que de pouvoir accaparer une partie de ce territoire. Le roi numide avait déjà ouvert son royaume sur la mer par la conquête des « échelles » puniques et d'autres cités proches de la Petite Syrte à partir de 193 av. J.-C.. Pour Carthage, une diminution de son territoire signifie donc moins d'hommes et moins d'argent, mais également moins de mercenaires.

### 149-146: troisième guerre punique et destruction de Carthage
La troisième guerre punique (149-146 av. J.-C.) est déclenchée par une offensive romaine en Afrique qui aboutit à la défaite et à la destruction de Carthage après un siège de trois ans.

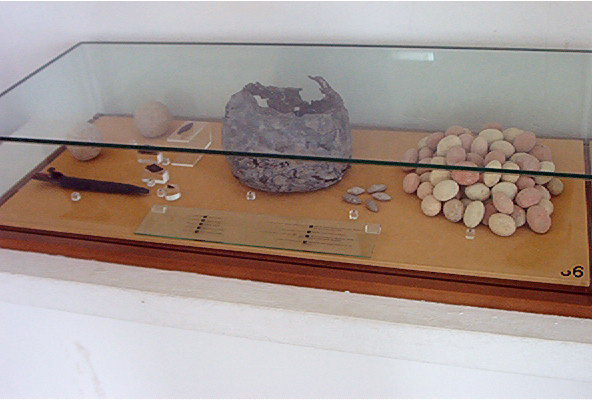
Vitrine avec des éléments du siège au musée national de Carthage.

Carthage, qui avait retrouvé une certaine prospérité économique entre 200 et 149 av. J.-C., se trouve contrainte de violer le traité de 201 avec Rome en se laissant entraîner dans une guerre avec les Numides de Massinissa, lancés dans des campagnes successives destinées à empiéter sur le territoire africain, zone d'influence de la cité punique aux abois, en 193 av. J.-C., 182 et enfin 172,. En 165-162, le roi numide s'empare des comptoirs appelés emporia sur la Petite Syrte. En 151, la dernière annuité due à Rome est finalement réglée, mais Carthage souffre des intrusions de Massinissa dans la région des Grandes Plaines en 153-152, à la suite desquelles une requête de médiation à Rome n'avait rien donné. En 150, Carthage décide de contre-attaquer, peut-être pour freiner l'expansion numide sous la houlette de son roi charismatique. Dès lors, une fois casus belli obtenu, le Sénat romain décide d'une campagne destinée à amener les troupes romaines à pied d'œuvre : le siège de Carthage va durer trois ans, de 149 à 146 av. J.-C. Après avoir demandé 300 otages, les Romains exposent enfin leur volonté à une délégation punique à Utique au printemps 149 av. J.-C. : Carthage doit livrer ses armes et ses machines de guerre. Par la suite, les Romains exigent des Puniques d'abandonner leur ville et de s'installer loin de la mer.
Les Carthaginois s'engagent dans la bataille et toute la population contribue à préparer la défense de la ville, en fournissant or et même chevaux. D'abord mené par les consuls Manilius et Censorinus, qui échouent face au système défensif de la capitale punique, le siège est conduit finalement par Scipion Émilien, surnommé dès lors « Scipion le second Africain ». Scipion, consul en 147 av. J.-C., qui avait été désigné comme exécuteur testamentaire par Massinissa, parvient à détourner une partie des défenseurs de la ville et à éviter la déroute lors de plusieurs offensives.

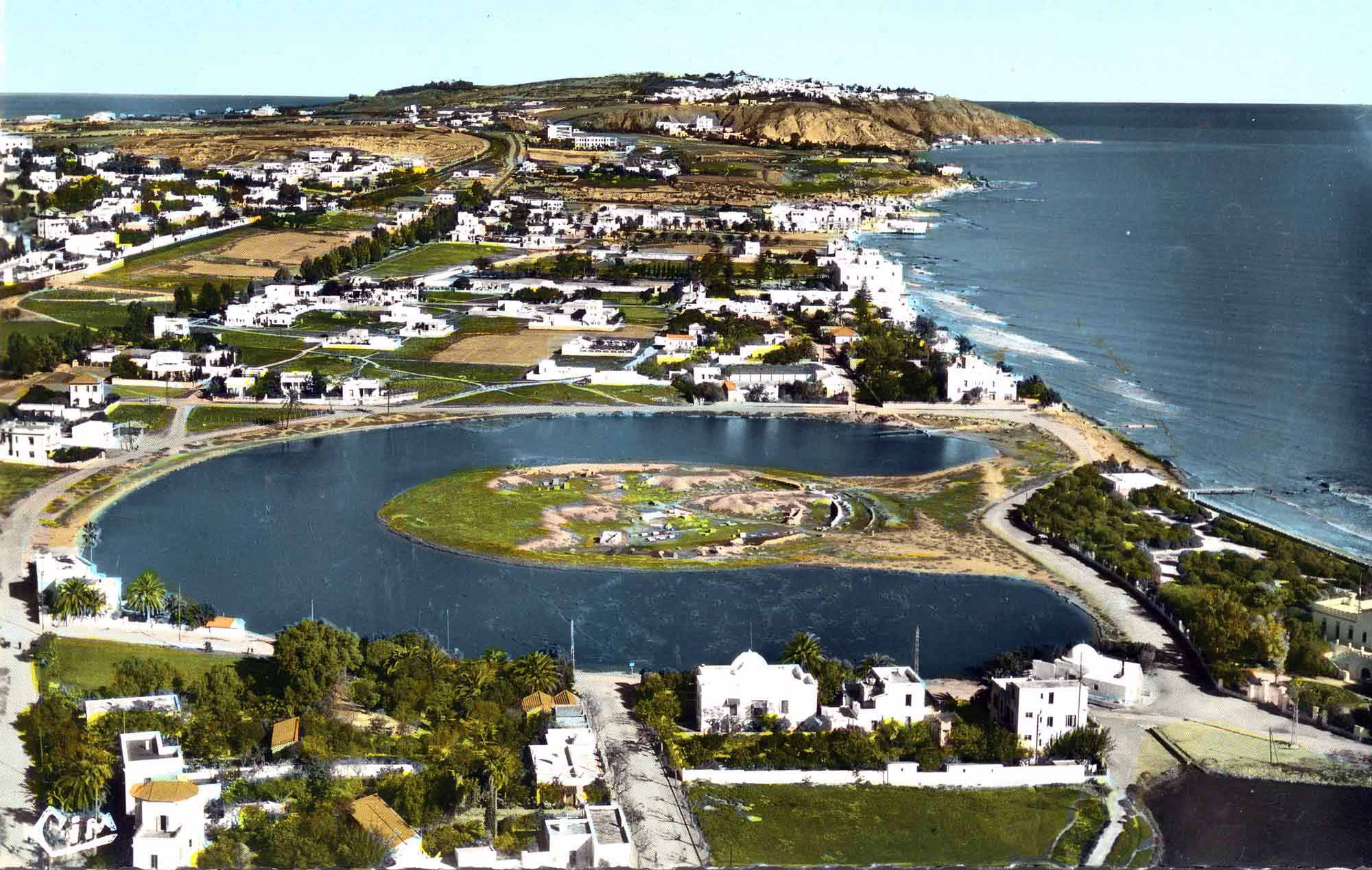
Zone des ports puniques, lieu de départ de l'offensive finale.

Il met en place un blocus de la cité en installant son camp face aux fortifications et en faisant construire une digue. Les Carthaginois parviennent à réaliser une sortie de navires. Néanmoins, la position romaine dans la zone portuaire, qui permet d'approcher des machines de siège, est renforcée par 4 000 hommes supplémentaires dans l'hiver 147-146.
Le siège s'achève par l'assaut final en mars ou avril 146, suivi de la destruction totale de la ville. Les soldats romains vont de maison en maison en exécutant ou en asservissant la population ; les témoignages sur la guerre de rue témoignent notamment d'une férocité particulière et 50 000 personnes sont réduites en esclavage à ce stade. Le point final de la cité punique est le siège de la citadelle, située sur la colline de Byrsa, abritant 1 000 irréductibles. Il se serait achevé par le suicide de l'épouse d'Hasdrubal le Boétharque reproduisant le geste d'Élyssa aux origines de la ville.
La chute et l'incendie de la cité durent pendant dix-sept jours. Rayée de la carte, elle ne laisse que des ruines. Au XXe siècle, une théorie a indiqué que les Romains ont répandu du sel sur les terres agricoles de Carthage pour empêcher de cultiver la terre, théorie désormais totalement démentie, l'Afrique devenant par la suite le « grenier à blé » de Rome. Le territoire de l'ancienne cité est néanmoins déclaré sacer, c'est-à-dire maudit.

## Carthage après Qart Hadasht: de la domination romaine à la cité byzantine

### Carthage romaine

Localisation de la province romaine d'Afrique.

La fin de la troisième guerre punique marque l'établissement de la province romaine d'Afrique d'une superficie de 25 000 km2 et protégée des velléités numides par la fossa regia. Après la chute de Carthage, sa rivale Utique, alliée des Romains, devient la capitale de la province et remplace la première en tant que centre économique et politique régional. Utique se trouve au bord du bassin de la Medjerda, seule rivière de l'actuelle Tunisie qui possède un débit constant durant toute l'année, ce qui constitue une position avantageuse pour elle. Cependant, la culture du blé en amont accroît le niveau de limon qui finit par se déposer dans le port, contraignant Rome à reconstruire Carthage.

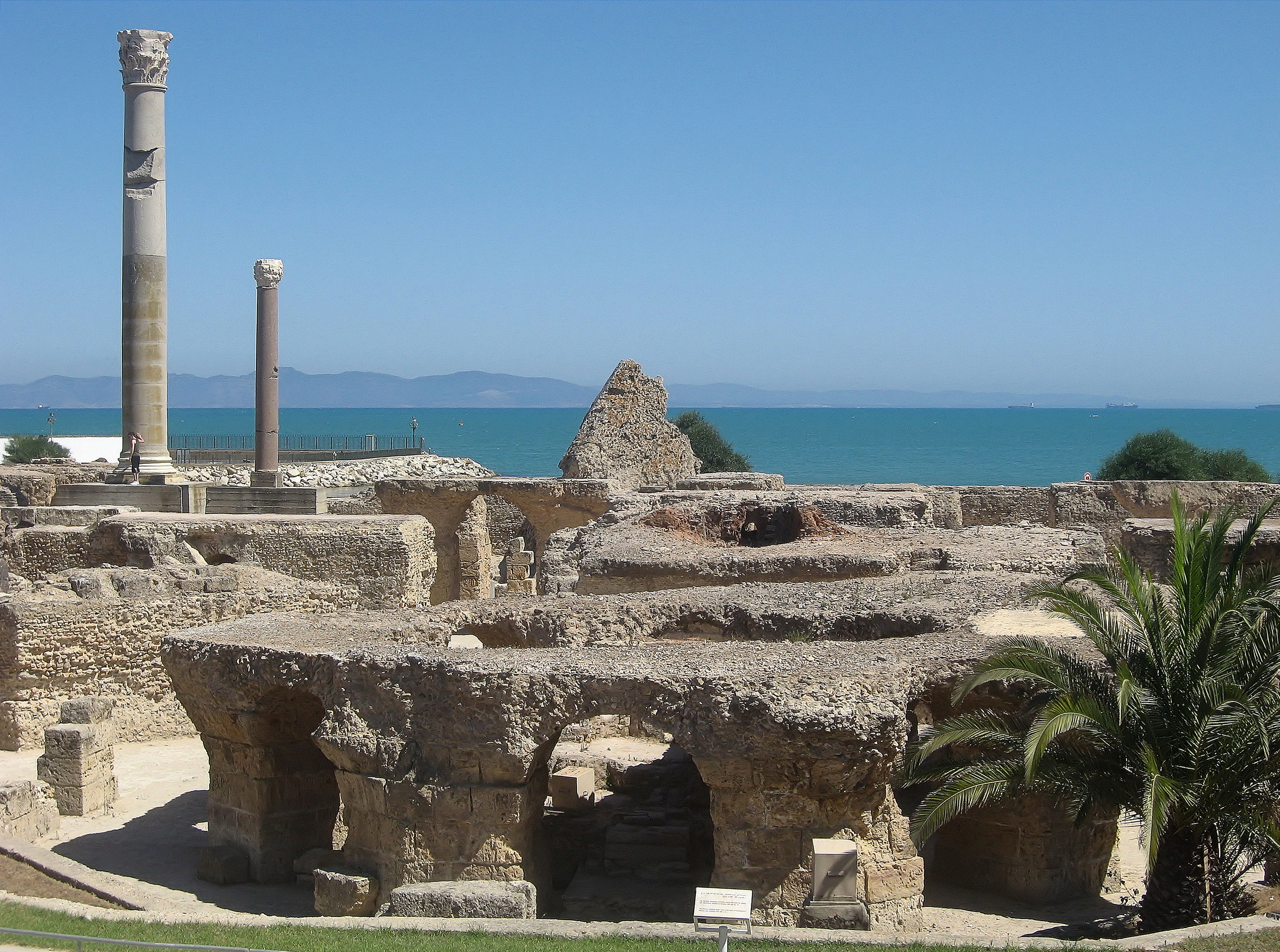
Ruines des thermes d'Antonin à Carthage.

Alors que les Gracques, en particulier Caius Gracchus, tentent en 122 av. J.-C. d'établir une colonie d'anciens vétérans sous le nom de Colonia Junonia Carthago — Junon est la correspondance romaine de la déesse Tanit — cette tentative échoue.
Cependant, l'installation laisse des traces dans la campagne carthaginoise qui est occupée ; les centuriations de la péninsule de Carthage ont ainsi été mises en évidence par Charles Saumagne. César déclare que Carthage devrait être reconstruite, mais cette intention reste lettre morte du fait de son assassinat aux ides de mars en 44 av. J.-C.. La reconstruction est donc l'œuvre d'Auguste en 29 av. J.-C. La nouvelle cité prend le nom de Colonia Julia Carthago : au nom ancien sont apposées le nom de la famille impériale — les Julii — et la personnification de la Concorde tant désirée après les guerres civiles. La nouvelle Carthage a un but politique clairement affirmé : promouvoir la romanité et lancer la romanisation en Afrique du Nord, région à la fois libyco-numide et punique, comme l'illustrent les premiers bâtiments publics. Le centre monumental recouvre les vestiges de la capitale punique, en particulier le forum installé après un aménagement considérable de la colline de Byrsa.
Cette colonie est aussi dotée d'un très vaste et riche territoire, sa pertica, qui intègre d'anciennes cités africaines, comme Dougga, où des vétérans romains peuvent être installés. La ville redevient la capitale administrative de la province d'Afrique proconsulaire, siège du proconsul, alors que celle-ci est confiée au Sénat, car, de conquête ancienne, elle est considérée comme calme. Toutefois, une cohorte stationne en ville pour assurer le maintien de l'ordre et exécuter les ordres du proconsul. Ce calme dure en continu de la fin du Ier siècle apr. J.-C. au milieu du IIIe siècle apr. J.-C.. Sous Septime Sévère, Carthage voit sa pertica diminuer, les cités qui la composaient accédant en effet à l'autonomie municipale. On estime souvent que c'est en contrepartie de cette perte qu'elle obtient le ius italicum, privilège fiscal rare dont bénéficie aussi entre autres cités africaines Utique et Leptis Magna. Toutefois, il semble plutôt nécessaire de séparer les deux mesures et d'attribuer la concession du droit italique à Caracalla seul, donc entre 211 et 217.

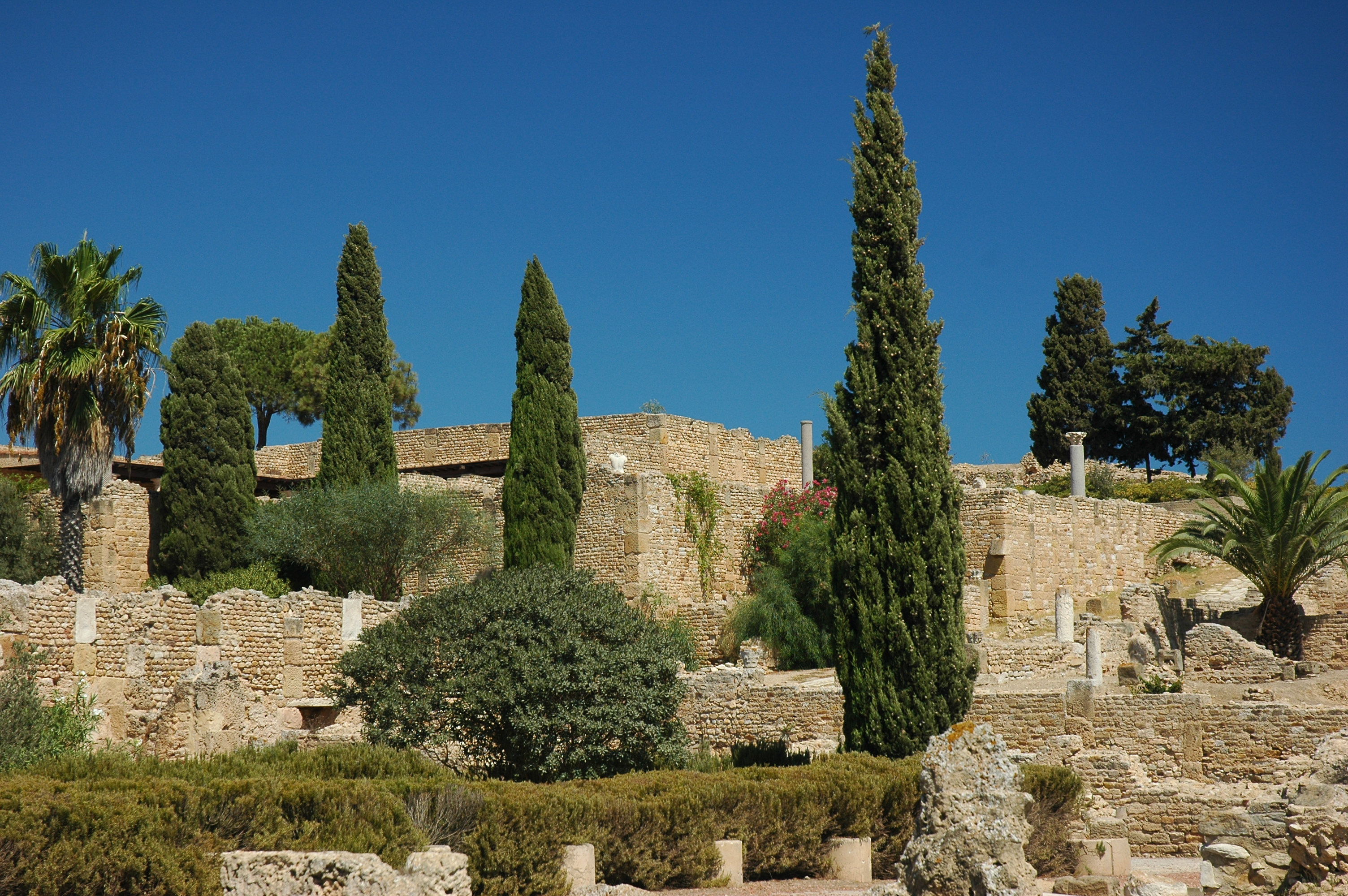
Ruines de villas dans le parc des villas romaines à Carthage.

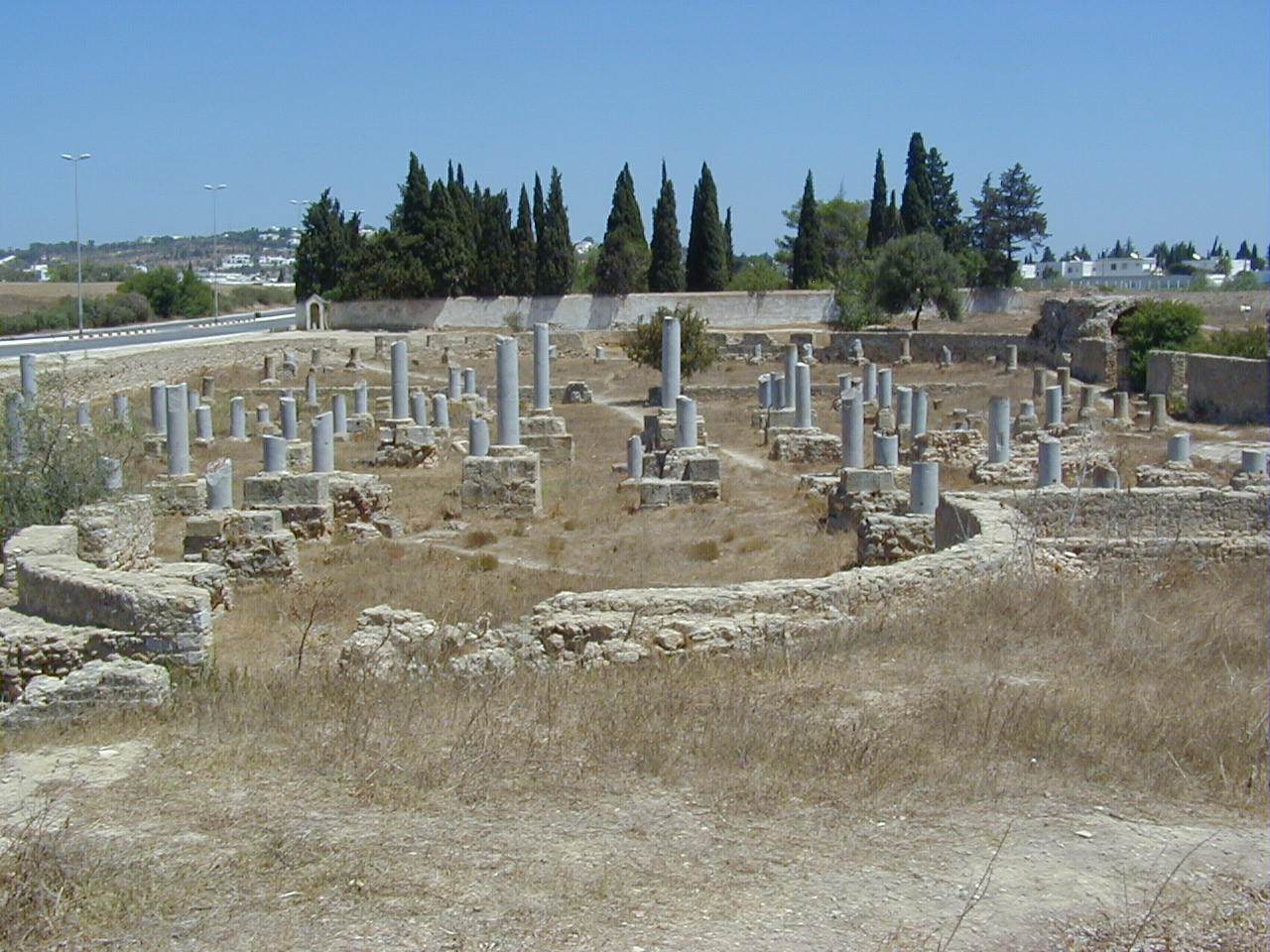
Basilique de Damous El Karita, un édifice cultuel chrétien parmi d'autres témoignant de la diffusion du christianisme à Carthage.

Rapidement après la fondation de la colonie, la ville avait retrouvé son rang et sa prospérité d'autrefois. Elle devient l'une des cités les plus importantes de l'Empire romain d'Occident du fait de l'enrichissement de la province lié aux exportations vers Rome ; le blé, mais aussi l'huile d'olive y ont pour objet d'alimenter le système de l'annone. La plus grande prospérité semble correspondre à l'accession au pouvoir des Sévères à la fin du IIe siècle et au début du IIIe siècle.
La population est estimée entre 100 000 et 200 000 habitants aux Ier et IIe siècles, et à 300 000 habitants lors de la conquête vandale, pour une ville de 321 hectares de superficie.
La prospérité ne semble pas se démentir, alors que des catastrophes urbaines la frappent : tremblements de terre, incendie sous Antonin le Pieux, conflits politiques et religieux. Les crises qui ébranlent l'Empire romain au IIIe siècle engendrent de graves conséquences pour la capitale proconsulaire, notamment l'usurpation de Gordien Ier et la répression qui suit sa chute en 238 : la ville est pillée, y compris ses temples. De même, de 308 à 311, la cité devient la capitale de l'usurpateur Domitius Alexander, mais est pillée lors de sa chute. Carthage subit en outre un tremblement de terre en 306 qui touche essentiellement la zone littorale et à la suite duquel la ville a sans doute du mal à se relever. L'activité portuaire reprend dans la zone de l'ancien port militaire et des restaurations ont lieu dans les thermes d'Antonin à l'extrême fin du siècle, entre 388 et 392.
Carthage bénéficie des réformes administratives et financières de la fin du IIIe et du début du IVe siècle, en particulier celles de Dioclétien, l'Afrique proconsulaire étant divisée entre Zeugitane, Byzacène et Tripolitaine. Le IVe siècle est en outre une période de prospérité économique qui s'exprime autant par la vitalité des constructions privées, avec de riches villas, que publiques ; les bâtiments religieux, avec les installations destinées au christianisme dominant, en particulier les très riches basiliques, en sont un exemple. Les reconstructions sont également des témoignages pour les destructions du siècle précédent. Le christianisme y est fortement implanté, y compris avant Constantin, du fait du rôle commercial majeur et du lien avec une importante communauté juive.
Les persécutions impériales s'y exercent toutefois avec des martyrs dès la fin du IIe siècle ; saint Cyprien, son premier évêque, y subit le martyre en 258. Les persécutions de Dioclétien s'y exercent avec une dureté particulière.

Ce caractère fait qu'elle devient un centre spirituel majeur de l'Occident. Patrie de Tertullien, saint Cyprien ou saint Aurèle en sont originaires. Tertullien a pu écrire au gouverneur romain : 
« L'État, s'écrie-t-on, est assiégé jusque dans les campagnes, dans les bourgs fortifiés, dans les îles, il n'y a que des chrétiens ; des personnes de tout sexe, de tout âge, de toute condition, de tout rang même passent au nom chrétien et l'on s'en afflige comme d'un dommage! »
 Il signifie ainsi que la nouvelle religion est très répandue.

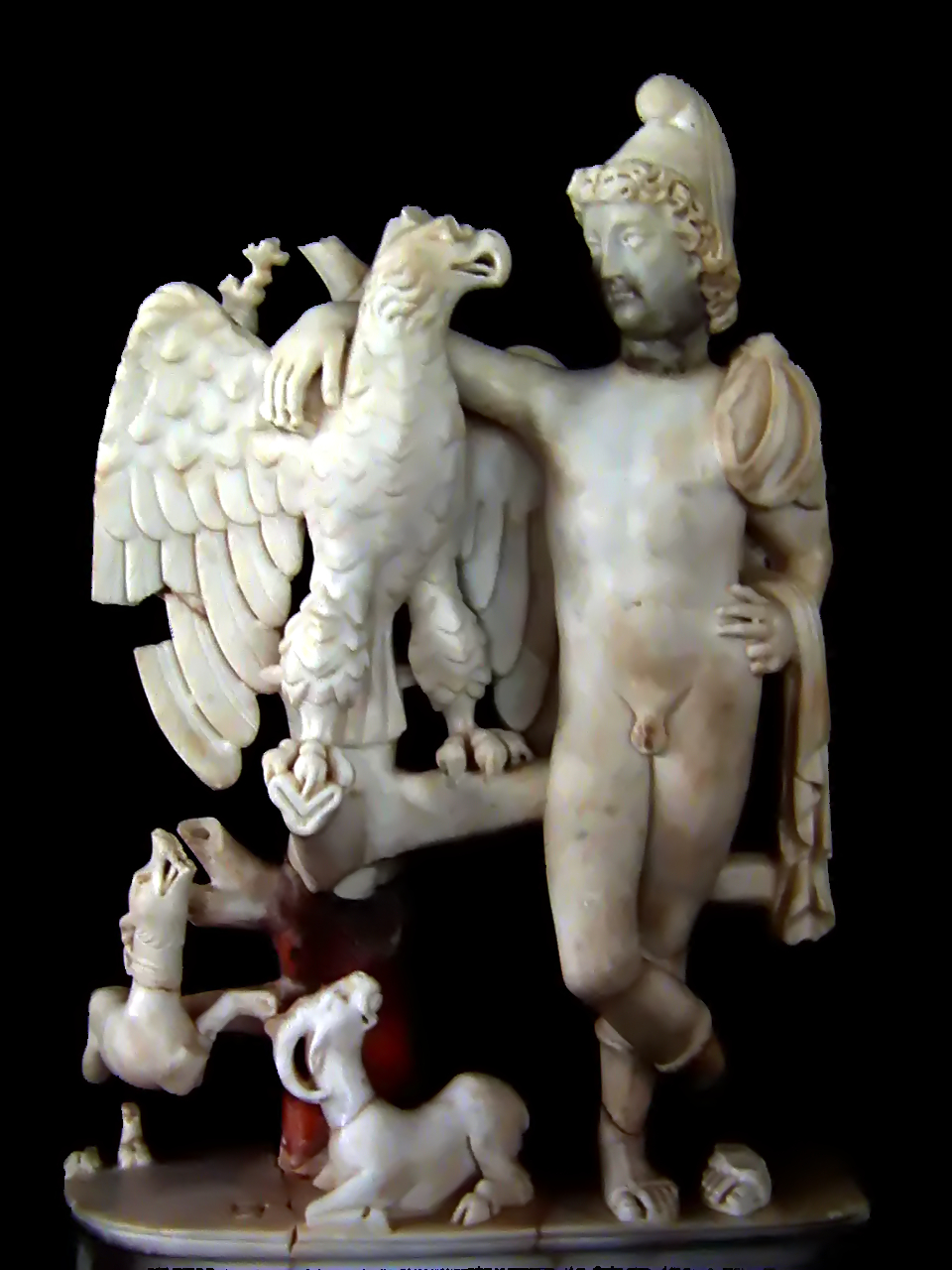
Statuette de Ganymède,, volée en novembre 2013 au musée paléo-chrétien de Carthage.

Une série de conciles de Carthage commence quelques années plus tard avec la participation de 70 évêques. Tertullien se sépare ensuite du courant principalement représenté par l'évêque de Rome, un schisme plus grave étant constitué par la controverse entre catholiques et donatistes. Elle naît des persécutions et de l'apostasie de certains membres de l'Église, dont l'évêque de Carthage, contre lesquels Augustin d'Hippone lutte à maintes reprises. En 397, le canon biblique de l'Église d'Occident est confirmé au concile de Carthage. Lors de la conférence de Carthage qui se déroule du 1er au 8 juin 411,, Augustin d'Hippone fait condamner l'hérésie qui se maintient cependant pendant un temps. L'évêque d'Hippone fait condamner aussi le pélagianisme. La période est cependant prospère.

### Siècle vandale

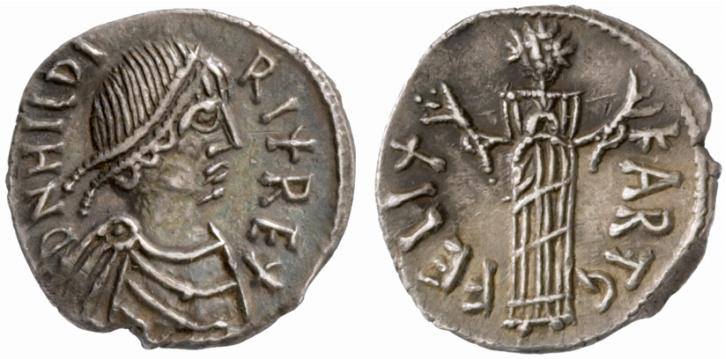
Monnaie d'argent du roi vandale Hildéric.

Carthage et les autres centres de la province sont finalement conquis en 439 par les troupes vandales du roi Genséric, qui bat le général byzantin Boniface et fait de Carthage la capitale de son royaume : Genséric est un arien, c'est-à-dire un hérétique par rapport au catholicisme institué. La période vandale coïncide avec une reprise des persécutions même si la prudence doit être de mise sur l'ampleur de celles-ci ; les sources étant essentiellement catholiques, elles sont donc sujettes à des accusations de partialité. Cependant, certaines sources témoignant de travaux urbains peuvent difficilement être crues du fait de l'état actuel des vestiges.
Après un essai vain de reconquête au Ve siècle, les Byzantins de Justinien battent les Vandales au VIe siècle. Le 15 octobre 533, le général byzantin Bélisaire entre à Carthage et évite un sac de la ville.

### Carthage byzantine

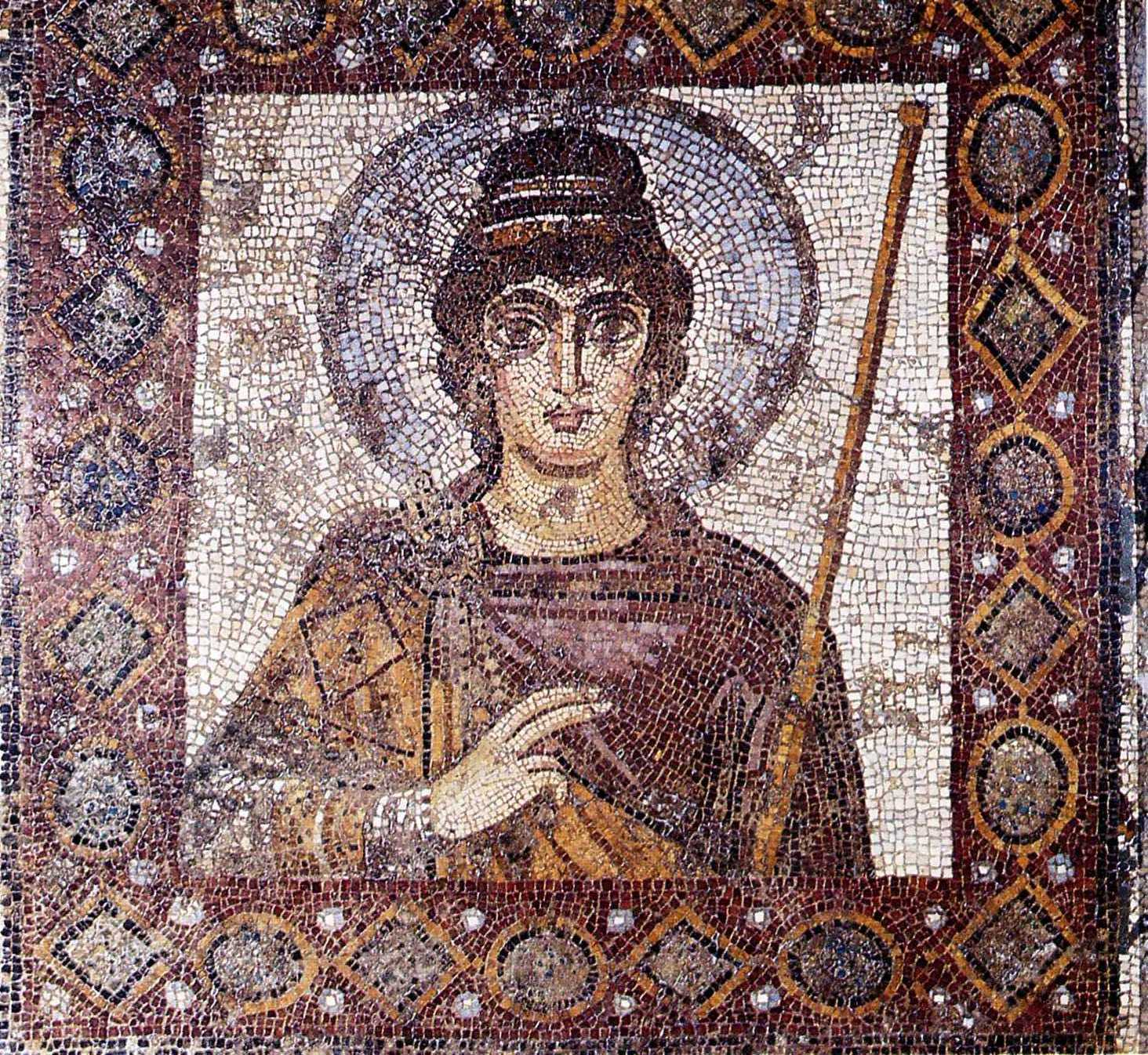
La Dame de Carthage, mosaïque du VIe siècle, musée national de Carthage.

Justinien installe à Carthage le siège de son diocèse d'Afrique et tente de restaurer la cité et la province. À la suite de la crise monothéliste, les empereurs byzantins, opposés à l'Église d'Afrique, se détournent de Carthage.
Sous le règne de l'empereur Maurice, Carthage devient un exarchat à l'image de Ravenne en Italie. Les deux exarchats constituent les remparts de Byzance, car ils représentent les derniers territoires qu'elle possède encore en Occident. Au début du VIIe siècle, l'exarque de Carthage d'origine arménienne, Héraclius, parvient à renverser l'empereur Phocas.
L'exarchat byzantin ne peut cependant pas résister aux conquêtes arabes du VIIe siècle. La première attaque est lancée depuis l'Égypte, sans grand succès, en 647. Une campagne plus efficace est entreprise entre 670 et 683. En 698, l'exarchat de Carthage est finalement mis à bas par Hassan Ibn Numan à la tête d'une armée de 140 000 hommes ; il finit par détruire Carthage tout comme les Romains en 146 av. J.-C. Tunis et surtout Kairouan fondée à cette occasion prennent dès lors la place de Carthage en tant que centres régionaux. La destruction de l'exarchat de Carthage marque la fin de l'influence romaine et byzantine en Afrique du Nord, et la montée de l'islam au Maghreb.

### Généralités
- Maria Giulia Amadasi Guzzo, Carthage, Paris, PUF, coll. « Que sais-je ? », 2007, 127 p. (ISBN 978-2-13-053962-9). .
- Azedine Beschaouch, La légende de Carthage, Paris, Gallimard, coll. « Découvertes Gallimard / Archéologie (no 172) », 1993, 176 p. (ISBN 2-07-053212-7). .
- François Decret, Carthage ou l'empire de la mer, Paris, Éditions du Seuil, coll. « Points histoire », 1977 (ISBN 2020047128).
- Hédi Dridi, Carthage et le monde punique, Paris, Les Belles Lettres, 2006, 288 p. (ISBN 2-251-41033-3). .
- Michel Fauquier, Rome et Carthage : 529-29 av. J.-C., Paris, Armand Colin, coll. « Cursus », 2020, 240 p. (ISBN 978-2-200-63013-3).
- M'hamed Hassine Fantar, Carthage : approche d'une civilisation, Tunis, Alif, 1993.
- Madeleine Hours-Miédan, Carthage, Paris, PUF, 1982 (ISBN 2130374891). .
- Serge Lancel, Carthage, Paris, Fayard, 1992, 525 p. (ISBN 2-213-02838-9). .
- Edward Lipinski (dir.), Dictionnaire de la civilisation phénicienne et punique, Turnhout, Brepols, 1992 (ISBN 2503500331).
- Jean Malye, La véritable histoire de Carthage et de Hannibal, Paris, Les Belles Lettres, 2007 (ISBN 978-2251443287).
- Sabatino Moscati (dir.), Les Phéniciens, Paris, Stock, 1997 (ISBN 2234048192). .
- Hédi Slim et Nicolas Fauqué, La Tunisie antique : de Hannibal à saint Augustin, Paris, Mengès, 2001, 176 p. (ISBN 2-85620-421-X). .
- Hédi Slim, Ammar Mahjoubi et Khaled Belkhodja, Histoire générale de la Tunisie, t. I : L'Antiquité, Paris, Maisonneuve et Larose, 2003 (ISBN 2706816953).

### Catalogues d'expositions
- Elisabeth Fontan et Hélène Le Meaux (dir.), La Méditerranée des Phéniciens : de Tyr à Carthage, Paris, Institut du monde arabe/Somogy, 2007 (ISBN 978-2757201305).
- M'hamed Hassine Fantar, De Carthage à Kairouan : 2 000 ans d'art et d'histoire en Tunisie, Paris, Agence française d'action artistique, 1982.
- Collectif, Carthage : l'histoire, sa trace et son écho, Paris, Association française d'action artistique, 1995 (ISBN 9973220269).

### Archéologie et art
- Pierre Cintas, Manuel d'archéologie punique, t. I, Paris, Éditions Picard, 1970, 513 p.
- Pierre Cintas, Manuel d'archéologie punique, t. II, Paris, Éditions Picard, 1976, 415 p.
- Abdelmajid Ennabli et Hédi Slim, Carthage : le site archéologique, Tunis, Cérès, 1993 (ISBN 997370083X).
- M'hamed Hassine Fantar, Kerkouane, cité punique au pays berbère de Tamezrat, Tunis, Alif, 2005 (ISBN 9973-22-120-6).
- André Parrot, Maurice Chéhab et Sabatino Moscati, Les Phéniciens : de Hannibal à saint Augustin, Paris, Gallimard, coll. « L'Univers des formes », 2007, 352 p. (ISBN 978-2-07-011897-7). .
- Collectif, « Carthage, sa naissance, sa grandeur », Archéologie vivante, vol. I, no 2,‎ 1968-1969.
- Collectif, « La Méditerranée des Phéniciens », Connaissance des arts, no 344,‎ octobre 2007.
- Collectif, La Tunisie, carrefour du monde antique, Dijon, Faton, coll. « Les dossiers d'archéologie » (no 200), 1994, 135 p. (ISBN 978-2-87844-020-1).
- Collectif, Pour sauver Carthage : exploration et conservation de la cité punique, romaine et byzantine, Paris/Tunis, Unesco/INAA, 1992 (ISBN 9232027828).

### Expansion phénicienne et de Carthage
- Anthony J. Frendo et Nicholas C. Vella, « Les îles phéniciennes du milieu de la mer », Malte, du Néolithique à la conquête normande, no 267,‎ octobre 2001.
- Jacques Godechot, Histoire de Malte, Paris, PUF, coll. « Que sais-je ? », 1970.
- Michel Gras, Pierre Rouillard et Javier Teixidor, L'univers phénicien, Paris, Arthaud, 1994 (ISBN 2700307321).

### Carthage au temps des guerres puniques
- Habib Boularès, Hannibal, Paris, Perrin, 2000 (ISBN 2702853749).
- Gilbert Charles-Picard et Colette Charles-Picard, La vie quotidienne à Carthage au temps d'Hannibal, Paris, Hachette, 1958.
- Serge Lancel, Hannibal, Paris, Fayard, 1995 (ISBN 221359550X).
- Yann Le Bohec, Histoire militaire des guerres puniques, Monaco, Éditions du Rocher, coll. « Art de la Guerre », 2003, 342 p. (ISBN 2-268-02147-5). .

### Carthage et l'Afrique du Nord romaine
- Claude Briand-Ponsart et Christophe Hugoniot, L'Afrique romaine, de l'Atlantique à la Tripolitaine : 146 av. J.-C.-533 apr. J.-C., Paris, Armand Colin, 2005 (ISBN 2200268386).
- Paul Corbier et Marc Griesheimer, L'Afrique romaine : 146 av. J.-C.-439 apr. J.-C., Paris, Ellipses Marketing, 2005 (ISBN 2729824413).
- Christophe Hugoniot, Rome en Afrique : de la chute de Carthage aux débuts de la conquête arabe, Paris, Flammarion, 2000 (ISBN 2080830031). .
- Yann Le Bohec, Histoire de l'Afrique romaine : 146 av. J.-C.-439 apr. J.-C., Paris, Picard, 2005 (ISBN 2708407511).
- Marcel Le Glay, Rome, grandeur et déclin de la République, Paris, Perrin, 1990.
- Françoise Prévot, Philippe Blaudeau, Jean-Louis Voisin et Leïla Najar, L'Afrique romaine, 64-439, Tournai, Atlande, 2006 (ISBN 2350300021). .